# Botanikusok listája rövid nevük alapján
Ez a lap azokat a botanikusokat sorolja fel, akiknek szerzői nevüket sokszor rövidítéssel adják meg. A rövidítések általánosan elfogadott listáját az angol Királyi Botanikus Kert (Royal Botanic Gardens, Kew) adta ki. Figyelem! Nem követjük benne az általános betűrendi és tipográfiai szabályokat.
| Ábécé szerinti tartalomjegyzék                                                                           |
| --- |
| A, Á B C Cs D Dz Dzs E, É F G Gy H I, Í J K L Ly M N Ny O, Ó Ö, Ő P Q R S Sz T Ty U, Ú Ü, Ű V W X Y Z Zs |

## A, Á
- A.A.Eaton – Alvah Augustus Eaton (1865–1908)
- A.Alexander – Arthur Alexander (fl. 1928)
- A.Alibertis – Antoine Alibertis (fl. 1989)
- Aarons. – Aaron Aaronsohn (1876–1919)
- A.Bassi – Agostino Bassi (1772–1856)
- A.Baytop – Asuman Baytop (1920–2015)
- Abbayes – Henry Nicollon des Abbayes (1898–1974)
- Abbot – John Abbot (1751–1840 k.)
- Abedin – Sultanul Abedin (fl. 1986)
- A.Berger – Alwin Berger (1871–1931)
- A.B.Frank – Albert Bernhard Frank (1839–1900)
- A.B.Jacks. – Albert Bruce Jackson (1876–1947)
- A.Bloxam – Andrew Bloxam (1801–1878)
- A.Bolòs – Antonio de Bolòs y Vaireda (1889–1975)
- A.Br. – Addison Brown (1830–1913)
- A.Braun – Alexander Carl Heinrich Braun (1805–1877)
- A.Camus – Aimée Antoinette Camus (1879–1965)
- A.Cast. – Alberto Castellanos (1896–1968)
- Acerbi – Giuseppe Acerbi (1773–1846)
- Ach. – Erik Acharius (1757–1819)
- A.Chev. – Auguste Jean Baptiste Chevalier (1873–1956)
- A.C.Sm. – Albert Charles Smith (1906–1999)
- Acuña – Julián Acuña Galé (1900–1973)
- A.Cunn. – Allan Cunningham (1791–1839)
- Ács – Ács Éva (1964–)
- Adams – Johannes Friedrich Adams (1780–1838); Michael Friedrich Adams
- Adans. – Michel Adanson (1727–1806)
- A.DC. – Alphonse Louis Pierre Pyrame de Candolle (1806–1893)
- A.D.Hawkes – Alex Drum Hawkes (1927–1977)
- A.Dietr. – Albert Gottfried Dietrich (1795–1856)
- Adr.Juss. – Adrien-Henri de Jussieu (1797–1853)
- A.E.Hill – Adrian Edward Hill (fl. 1979)
- Aellen – Paul Aellen (1896–1973)
- A.E.van Wyk – Abraham Erasmus Braam van Wyk (1952–)
- A.F.Hill – Albert Frederick Hill (1889–1977)
- A.Fleischm. – Andreas Fleischmann (1980–)
- A.Froehner – Albrecht Fröhner (fl. 1897)
- Afzel. – Adam Afzelius (1750–1837)
- A.G.Floyd – Alexander Geoffrey Floyd (1926–2022)
- A.Gibson – Alexander Gibson (1800–1867)
- A.G.Jones – Almut Gitter Jones (1923–2013)
- A.G.Lyon – Alexander Geoffrey Lyon (fl. 1950–1960)
- A.G.Mill. – Anthony G. Miller (1951–)
- Agosti – Giuseppe Agosti (1715–1785)
- A.Gray – Asa Gray (1810–1888)
- A.Ham. – Arthur Hamilton (fl. 1832)
- A.Hässl. – Arne Hässler (1904–1952)
- A.Heller – Amos Arthur Heller (1867–1944)
- A.Henry – Augustine Henry (1857–1930)
- A.H.Gentry – Alwyn Howard Gentry (1945–1993)
- A.H.Holmgren – Arthur Hermann Holmgren (1912–1992)
- Ahmadjian – Vernon Ahmadjian (1930–2012)
- Airy Shaw – Herbert Kenneth Airy Shaw (1902–1985)
- Aiton – William Aiton (1731–1793)
- A.J.Eames – Arthur Johnson Eames (1881–1969)
- A.J.Hill – Albert Joseph Hill (1940–)
- A.Juss. – Adrien-Henri de Jussieu (1797–1853)
- Akhani – Hossein Akhani (1950–)
- A.Kern – Anton Joseph Kerner (1831–1898)
- A.K.Skvortsov – Alekszej Konsztantyinovics Szkvorcov (1920–2008); Alexey Skvortsov
- Alain – Henri Alain Liogier (1916–2009); Alain testvér
- Alb. – Johannes Baptista von Albertini (1769–1831)
- Al.Brongn. – Alexandre Brongniart (1770–1847)
- Alderw. – Cornelis Rugier Willem Karel van Alderwerelt van Rosenburgh (1863–1936)
- Alef. – Friedrich Georg Christoph Alefeld (1820–1872)
- Alexander – Edward Johnston Alexander (1901–1985)
- All. – Carlo Allioni (1728–1804)
- Allemão – Francisco Freire Allemão e Cysneiro (1797–1874)
- Allred – Kelly Allred (1949–)
- Á.Löve – Áskell Löve (1916–1994)
- Alph.Wood – Alphonso Wood (1810–1881)
- Alphand – Jean-Charles Adolphe Alphand (1817–1891)
- Alpino – Prospero Alpini (1553–1617)
- Al-Shehbaz – Ihsan Ali Al-Shehbaz (1939–)
- A.L.Sm. – Annie Lorrain Smith (1854–1937)
- Alston – Arthur Hugh Garfit Alston (1902–1958)
- Alstr. – Clas Alströmer (1736–1794)
- Altam. – Fernando Altamirano (1848–1908)
- Altschul – Siri von Reis (1931–2021)
- Ames – Oakes Ames (1874–1950)
- Amici – Giovanni Battista Amici (1786–1863)
- Amman – Johann Amman (1707–1741)
- A.M.Sm. – Annie Morrill Smith (1856–1946)
- A.Murray – Andrew Dickson Murray (1812–1878)
- Andersen – Johannes Carl Andersen (1873–1962)
- Andersson – Nils Johan Andersson (1821–1880)
- Andr. – Andreánszky Gábor (1895–1967)
- Andras. – Andrasovszky József (1889–1943)
- André – Édouard François André (1840–1911)
- Andrews – Henry Charles Andrews (fl. 1794–1830)
- Andronov – Nyikolaj Matvejevics Andronov (1897–????)
- Andrz. – Anton Lukianowicz Andrzejowski (1785–1868)
- A.Nelson – Aven Nelson (1859–1952)
- Ant.Juss. – Antoine de Jussieu (1686–1758)
- Ant.Molina – José Antonio Molina Rosito (1926–2012)
- Antoine – Franz Antoine (1815–1886)
- A.Nyár. – Nyárády Antal (1920–1982); Anton Nyárády
- A.O.Horvát – Horvát Adolf Olivér (1907–2006)
- Applegate – Elmer Ivan Applegate (1867–1949)
- Arcang. – Giovanni Arcangeli (1840–1921)
- A.R.Clapham – Arthur Roy Clapham (1904–1990)
- Ard. – Pietro Arduino (1728–1805)
- Aresch. – Johan Erhard Areschoug (1811–1887)
- A.Rich. – Achille Richard (1794–1852)
- Armstr. – John Francis Armstrong (1820–1902)
- Arn. – George Arnott Walker Arnott (1799–1868)
- A.Robyns – Andre Georges Marie Walter Albert Robyns (1935–2003)
- Arráb. – D. Francisco Antonio de Arrábida (1771–1850)
- Arruda – Manoel Arruda da Cámara (1752–1810)
- Arthur – Joseph Charles Arthur (1850–1942)
- Art.Mey. – Arthur Meyer (1850–1922)
- Asch. – Paul Friedrich August Ascherson (1834–1913)
- A.S.George – Alexander Segger George (1939–)
- A.S.Rob. – Alastair Robinson (1980–)
- Ashe – William Willard Ashe (1872–1932)
- A.Sinclair – Andrew Sinclair (1796–1861)
- A.Soriano – Alberto Soriano (1920–1998)
- A.Stahl – Agustín Stahl (1842–1917)
- A.St.-Hil. – Auguste François César Prouvençal de Saint-Hilaire (1779–1853)
- A.Thouars – Abel Aubert Dupetit Thouars (1793–1864)
- Aubl. – Jean Baptiste Christian Fusée-Aublet (1720–1778)
- Aubriet – Claude Aubriet (1651–1742)
- Aucher – Pierre Martin Rémi Aucher-Éloy (1792–1838)
- Audib. – Urbain Audibert (1791–1846)
- Austin – Coe Finch Austin (1831–1880)
- A.V.Duthie – Augusta Vera Duthie (1881–1963)
- Avé-Lall. – Julius Léopold Eduard Avé-Lallemant (1803–1867)
- A.W.Bartlett – Albert William Bartlett (1875–1943)
- A.W.Hill – Arthur William Hill (1875–1941)
- A.W.Howitt – Alfred William Howitt (1830–1908)
- Axelrod – Daniel Isaac Axelrod (1910–1998)

## B
- Bab. – Charles Cardale Babington (1808–1895)
- Babos – Babos Margit (1931–2009)
- Backeb. – Curt Backeberg (1894–1966)
- Bagn. – James Eustace Bagnall (1830–1918)
- Bailey – Jacob Whitman Bailey (1811–1857)
- Baill. – Henri Ernest Baillon (1827–1895)
- Baker – John Gilbert Baker (1834–1920)
- Baker f. – Edmund Gilbert Baker (1864–1949); Baker filius
- Bakh. – Reinier Cornelis Bakhuizen van den Brink (1881–1945)
- Bakh.f. – Reinier Cornelis Bakhuizen van den Brink, Jr. (1911–1987); Bakh. filius
- Baksay – Baksay Leona (1915–2005)
- Balb. – Gioanni Battista Balbis (1765–1831)
- Baldwin – William Baldwin (1779–1819)
- Balf. – John Hutton Balfour (1808–1884)
- Balf.f. – Isaac Bayley Balfour (1853–1922); Balf. filius
- Bals.-Criv. – Giuseppe Gabriel Balsamo-Crivelli (1800–1874)
- Bánhegyi – Bánhegyi József (1911–1976)
- Banks – Joseph Banks (1743–1820)
- Bányai – Bányai János (1886–1971)
- Barb.Rodr. – João Barbosa Rodrigues (1842–1909)
- Bard.-Vauc. – Martine Bardot-Vaucoulon (1948–)
- Bargh. – Elso Sterrenberg Barghoorn (1915–1984)
- Barkworth – Mary Elizabeth Barkworth (1941–)
- Barneby – Rupert Charles Barneby (1911–2000)
- Barnhart – John Hendley Barnhart (1871–1949)
- Barr – Peter Barr (1826–1909)
- Barrande – Joachim Barrande (1799–1883)
- Barratt – Joseph Barratt (1796–1882)
- Barroso – Liberato Joaquim Barroso (1900–1949)
- Bartal. – Biagio Bartalini (1746–1822)
- Barth – Josef Barth (1833–1915)
- Barthlott – Wilhelm A. Barthlott (1946–)
- Bartl. – Friedrich Gottlieb Bartling (1798–1875)
- Bartlett – Harley Harris Bartlett (1886–1960)
- Barton – Benjamin Smith Barton (1766–1815)
- Bartram – John Bartram (1699–1777)
- Bas – Cornelis Kees Bas (1928–2013)
- Batalin – Alekszandr Fjodorovics Batalin (1847–1896)
- Bateman – James Bateman (1811–1897)
- Bates – John Mallory Bates (1846–1930)
- Batsch – August Johann Georg Karl Batsch (1761–1802)
- Batt. – Jules Aimé Battandier (1848–1922)
- B.Augustin – Augustin Béla (1877–1954)
- Baumann – Constantin Auguste Napoléon Baumann (1804–1884)
- Baumg. – Johann Christian Gottlob Baumgarten (1765–1843); Baumgarten János Keresztély, Baumgarten János Kristóf
- Baumgartner – Julius Baumgartner (1870–1955)
- Bäumler – Bäumler János András (1847–1926); Johann Andreas Bäumler
- Baxter – William Baxter (1787–1871)
- B.Bartlett – B. Bartlett (fl. 1984)
- B.Baumann – Brigitte Baumann (1956–)
- B.Boivin – Joseph Robert Bernard Boivin (1916–1985)
- B.Bremer – Birgitta Bremer (1950–)
- B.C.Stone – Benjamin Clemens Stone (1933–1994)
- B.D.Jacks. – Benjamin Daydon Jackson (1846–1927)
- Beadle – Chauncey Delos Beadle (1866–1950)
- Beal – William James Beal (1833–1924)
- Bean – William Jackson Bean (1863–1947)
- Beattie – Rolla Kent Beattie (1875–1960)
- Beauvis. – Georges Eugène Charles Beauvisage (1852–1925)
- Bebb – Michael Schuck Bebb (1833–1895)
- Becc. – Odoardo Beccari (1843–1920)
- Bechst. – Johann Matthäus Bechstein (1757–1822)
- Beck – Günther Beck von Mannagetta und Lerchenau (1856–1931)
- Becker – Johannes Becker (1769–1833)
- Bedd. – Richard Henry Beddome (1830–1911)
- Beentje – Henk Jaap Beentje (1951–)
- Beer – Johann Georg Beer (1803–1873)
- Beetle – Alan Ackerman Beetle (1913–2003)
- Bég. – Augusto Béguinot (1875–1940)
- Behr – Hans Hermann Behr (1818–1904)
- Beissn. – Ludwig Beissner (1843–1927)
- Beitel – Joseph M. Beitel (1952–1991)
- Bellair – Georges Adolphe Bellair (1860–1939)
- Bellardi – Carlo Antonio Lodovico (1741–1826)
- Belosersky – R. Nicola Belosersky (fl. 1966)
- Benedek – Benedek Tibor (1892–1974)
- Benj. – Ludwig Benjamin (1825–1848)
- Benkő – Benkő József (1740–1814)
- Benn. – John Joseph Bennett (1801–1876)
- Benson – Robson Benson (1822–1894)
- Benth. – George Bentham (1800–1884)
- Bentley – Robert Bentley (1821–1893)
- Bequaert – Joseph Charles Bequaert (1886–1982)
- Bercht. – Friedrich Graf von Berchtold (1781–1876); Bedřich Všemír von Berchtold
- Berg – Ernst von Berg (1782–1855)
- Berger – Ernst Friedrich Berger (1814–1853); korábban A.Berger rövidítése is volt[1]
- Bergey – David Hendricks Bergey (1860–1937)
- Berggr. – Sven Berggren (1837–1917)
- Bergius – Bengt Bergius (1723–1784)
- Berk. – Miles Joseph Berkeley (1803–1889)
- Berkhout – Christine Marie Berkhout (1893–1932)
- Bernardin – Jacques-Henri Bernardin de Saint-Pierre (1737–1814)
- Bernátsky – Bernátsky Jenő (1873–1944)
- Bernh. – Johann Jakob Bernhardi (1774–1850)
- Berthel. – Sabin Berthelot (1794–1880)
- Bertil. – Louis-Adolphe Bertillon (1821–1883)
- Bertol. – Antonio Bertoloni (1775–1869)
- Besser – Wilibald Swibert Joseph Gottlieb von Besser (1784–1842)
- Bessey – Charles Edwin Bessey (1845–1915)
- Bews – John William Bews (1884–1938)
- Beyr. – Heinrich Karl Beyrich (1796–1834)
- B.F.Hansen – Bruce Frederick Hansen (1944–)
- B.F.Holmgren – Bjorn Frithiofsson Holmgren (1872–1946)
- B.G.Briggs – Barbara Gillian Briggs (1934–)
- Bgr. – lásd A.Berger
- B.G.Schub. – Bernice Giduz Schubert (1913–2000)
- Bhatti – Ghulam Raza Bhatti (1959–)
- B.Heyne – Benjamin Heyne (1770–1819)
- Biehler – Johann Friedrich Theodor Biehler ( 1785 k.–???)
- Bierh. – David William Bierhorst (1924–1997)
- Bigelow – Jacob Bigelow (1787–1879)
- Bihari – Bihari Gyula (1889–1977)
- Binn. – Simon Binnendijk (1821–1883)
- Bishop – David Bishop (1788–1849)
- Bisse – Johannes Bisse (1935–1984)
- Biv. – Antonino Bivona Bernardi (1774–1837); Antonius de Bivona-Bernardi
- B.Juss. – Bernard de Jussieu (1699–1777)
- Bl. – lásd Blume[2]
- Blake – Joseph Blake (1814–1888)
- Blakelock – Ralph Anthony Blakelock (1915–1963)
- Blakely – William Blakely (1872–1951)
- Blanch. – William Henry Blanchard (1850–1922)
- Blanco – Francisco Manuel Blanco (1778–1845)
- Blasdell – Robert Ferris Blasdell (1929–1996)
- Blatt. – Ethelbert Blatter (1877–1934)
- Blattny – Blattny Tibor (1883–1969)
- Blomquist – Sven Gustaf Krister Gustafson Blomquist (1882–1953)
- B.L.Rob. – Benjamin Lincoln Robinson (1864–1935)
- B.L.Turner – Billie Lee Turner Sr. (1925–2020)
- Bluff – Mathias Joseph Bluff (1805–1837)
- Blume – Carl Ludwig Blume (1796–1862)
- Blumensch. – Almiro Blumenschein (fl. 1960–)
- B.Mathew – Brian Fredrick Mathew (1936–)
- B.Nord. – Rune Bertil Nordenstam (1936–)
- Bodrogk. – Bodrogközy György (1924–2010)
- Boeck – Johann Otto Boeckeler (1803–1899)
- Boed. – Friedrich Bödeker (1867–1937); Friedrich Boedecker
- Boehm. – Georg Rudolf Böhmer (1723–1803); Georg Rudolf Boehmer
- Bohus – Bohus Gábor (1914–2005)
- Boiss. – Pierre Edmond Boissier (1810–1885)
- Boiteau – Pierre L. Boiteau (1911–1980)
- Bojer – Wenceslas Bojer (1795–1856)
- Bol. – Henry Nicholas Bolander (1832–1897)
- Bolla – Bolla János (1806–1881); Johann Bolla
- Bolle – Carl August Bolle (1821–1909)
- B.Øllg. – Benjamin Øllgaard (1943–)
- Bóna – Bóna József (1929–)
- Bong. – August Gustav Heinrich von Bongard (1786–1839)
- Bonnier – Gaston Bonnier (1853–1922); Gaston Eugène Marie Bonnier
- Bonpl. – Aimé Jacques Alexandre Bonpland (1773–1858)
- Boom – Boudewijn Karel Boom (1903–1980)
- Boott – Francis M. B. Boott (1792–1863)
- Borbás – Borbás Vince (1844–1905); Vincze (Vincent, Vince) Borbás, Vinczé von Borbás
- Boreau – Alexandre Boreau (1803–1875)
- Borhidi – Borhidi Attila (1932–)
- Boriss. – Antonyina Georgijevna Boriszova (1903–1970); Borissova
- Borkh. – Moritz Balthasar Borkhausen (1760–1806)
- Bornm. – Joseph Friedrich Nicolaus Bornmüller (1862–1948)
- Boros – Boros Ádám (1900–1973)
- Borrer – William Borrer (1781–1862)
- Borsch – Thomas Borsch (1969–)
- Borsos – Borsos Olga (1926–1996)
- Borss.Waalk. – Jan van Borssum Waalkes (1922–1985)
- Bory – Jean-Baptiste Bory de Saint-Vincent (1778–1846)
- Borzí – Antonino Borzí (1852–1921)
- Bos – Jan Just Bos (1939–2003)
- Bosc – Louis Augustin Guillaume Bosc (1759–1828)
- Bosch – Roelof Benjamin van den Bosch (1810–1862)
- Botschantz – Zinaida Petrovna Bocsanceva (1907–1973)
- Boucher – Jules Armand Guillaume Boucher de Crèvecœur (1757–1844)
- Boud. – Jean Louis Émile Boudier (1828–1920)
- Boulger – George Edward Simmonds Boulger (1853–1922)
- Boulos – Loutfy Boulos (1932–2015)
- Böcher – Tyge W. Böcher (1909–1983)
- Börner – Carl Julius Bernhard Börner (1880–1953)
- Br. – lásd Britton
- Braas – Lothar A. Braas (fl. 1977–)
- Brack. – Willian Dunlop Brackenridge (1810–1893)
- Brade – Alexander Curt Brade (1881–1971)
- Braem – Guido Jozef Braem (1944–)
- Brainerd – Ezra Brainerd (1844–1924)
- Brandão – Mitzi Brandão Ferreira (1933-)
- Brandbyge – John Brandbyge (1953–)
- Brandegee – Townshend Stith Brandegee (1843–1925)
- Brandenburg – D. M. Brandenburg (fl. 1991)
- Brandis – Dietrich Brandis (1824–1907)
- Branner – John C. Branner (fl. 1888)
- Brauer – David F. Brauer (fl. 1980)
- Braun-Blanq. – Josias Braun-Blanquet (1884–1980); Josias Braun
- Bravo – Helia Bravo Hollis (1901–2001)
- Bréb. – Louis Alphonse de Brébisson (1798–1872)
- Breda – Jacob Gijsbert Samuel van Breda (1788–1867)
- Breistr. – Maurice A.F. Breistroffer (1910–1986)
- Bremek. – Cornelis Eliza Bertus Bremekamp (1888–1984)
- Brenan – John Patrick Micklethwait Brenan (1917–1985)
- Brenckle – Jacob Frederic Brenckle (1875–1958)
- Bridson – Diane Mary Bridson (1942–)
- Brieger – Friedrich Gustav Brieger (1900–1985)
- Bright – John Bright (1872–1952)
- Brign. – Giovanni de Brignoli di Brunhoff (1774–1857)
- Briq. – John Isaac Briquet (1870–1931)
- Britt. – lásd Britton
- Britten – James Britten (1846–1924)
- Britton – Nathaniel Lord Britton (1859–1934)
- Brizicky – George Konstantin Brizicky (1901–1968)
- B.R.Keener – Brian Reid Keener (1973–)
- Bromhead – Edward French Bromhead (1789–1855)
- Brongn. – Adolphe Théodore Brongniart (1801–1876)
- Brooker – Murray Ian Hill Brooker (1934–2016)
- Brooks – Cecil Joslin Brooks (1875–1953)
- Broome – Christopher Edmund Broome (1812–1886)
- Brot. – Félix de Avelar Brotero (1744–1828)
- Brouillet – Luc Brouillet (1954–)
- Brouss. – Pierre Marie Auguste Broussonet (1761–1807)
- Browicz – Kazimierz Browicz (1925–2009)
- Brug – Jean Guillaume Bruguière (1749/1750–1798)
- Bruijn – Ary Johannes De Bruijn (1811–1896)
- Brummitt – Richard Kenneth Brummitt (1937–2013)
- Brunet – Louis-Ovide Brunet (1826–1876)
- Brunfels – Otto Brunfels (1488–1534)
- Brunsfeld – Steven John Brunsfeld (1953–2006)
- Bruyns – Peter Vincent Bruyns (1957–)
- Brügger – Christian Georg Brügger (1833–1899)
- Brühl – Paul Johannes Brühl (1855–1935)
- Bubani – Pietro Bubani (1806–1888)
- Buchenau – Franz Georg Philipp Buchenau (1831–1906)
- Buch.-Ham. – Francis Buchanan-Hamilton (1762–1829)
- Buckland – William Buckland (1784–1856)
- Buckley – Samuel Botsford Buckley (1809–1884)
- Budai – Budai József (1851–1939)
- Buddle – Adam Buddle (1662–1715)
- Buff. – Georges-Louis Leclerc de Buffon (1707–1788)
- Buining – Albert Frederik Hendrik Buining (1901–1976)
- Bull. – Jean Baptiste François Pierre Bulliard (1752–1793)
- Bullock – Arthur Allman Bullock (1906–1980)
- Bunge – Alexander von Bunge (1803–1890); Alekszandr Andrejevics Bunge, Alexander Andrejewitsch Bunge
- Burb. – Frederick William Burbidge (1847–1905)
- Burbank – Luther Burbank (1849–1926)
- Burch. – William John Burchell (1781–1863)
- Burdet – Hervé Maurice Burdet (1939–)
- Bureau – Louis Édouard Bureau (1830–1918)
- Burges – Norman Alan Burges (1911–2002)
- Burgess – Henry W. Burgess (fl. 1827–1833)
- Burgsd. – Friedrich August Ludwig von Burgsdorff (1747–1802)
- Burle-Marx – Roberto Burle Marx (1909–1994)
- Burm. – Johannes Burman (1706–1779)
- Burm.f. – Nicolaas Laurens Burman (1734–1793); Burm. filius
- Burnat – Émile Burnat (1828–1920)
- Burnett – Gilbert Thomas Burnett (1800–1835)
- Burns-Bal. – Pamela Burns-Balogh (1949–)
- Burret – Max Burret (1883–1964); Karl Ewald Maximilian Burret
- Burrill – Thomas Jonathan Burrill (1839–1916)
- Buscal. – Luigi Buscalioni (1863–1954)
- Buser – Robert Buser (1857–1931)
- Bush – Benjamin Franklin Bush (1858–1937)
- Butzin – Friedhelm Reinhold Butzin (1936–)
- Buxb. – Franz Buxbaum (1900–1979)
- B.W.Benson – Bernard W. Benson (fl. 1957)
- B.W.Phillips – Barry W. Phillips (fl. 2011)

## C
- C.A.Armstrong – C. A. Armstrong (fl. 1934)
- C.Abbot – Charles Abbot (1761–1817)
- C.Abel – Clarke Abel (1789–1826)
- Cabrera – Angel Lulio Cabrera (1908–1999)
- C.A.Clark – Carolyn A. Clark (fl. 1979)
- C.Agardh – Carl Adolph Agardh (1785–1859)
- C.A.Gardner – Charles Austin Gardner (1896–1970)
- C.Alexander – James Crinan Murray Alexander (1944–)
- C.Alibertis – Chryssoula Alibertis (fl. 1989)
- Cajander – Aimo Cajander (1879–1943)
- Calder – James Alexander Calder (1915–1990)
- Calderón – Graciela Calderón (1931–2022)
- Caley – George Caley (1770–1829)
- Calzada – Juan Ismael Calzada (fl. 1997)
- Cambage – Richard Hind Cambage (1859–1928)
- Cambess. – Jacques Cambessèdes (1799–1863)
- C.A.Mey. – Carl Anton von Meyer (1795–1855); Karl Andrejevics fon Mejer, Carl Andreevic von Meyer
- Camp – Wendell Holmes Camp (1904–1963)
- Campb. – Douglas Houghton Campbell (1859–1953)
- Campos – Silvio T. C. Campos (fl. 1956–)
- Canby – William Marriott Canby (1831–1904)
- Cannon – John Francis Michael Cannon (1930–2008)
- Capuron – René Paul Raymond Capuron (1921–1971)
- Card. – Jules Cardot (1860–1934)
- Cárdenas – Martín Cárdenas Hermosa (1899–1973)
- Carey – William Carey (1761–1834)
- Caro – José Aristide Caro (1919–1985)
- Carr – Cedric Errol Carr (1892–1936)
- Carrière – Élie-Abel Carrière (1818–1896)
- Carruth. – William Carruthers (1830–1922)
- Carver – George Washington Carver (1864–1943)
- Casar. – Giovanni Casaretto (1812–1879)
- C.A.Sm. – Christo Albertyn Smith (1898–1956)
- Casp. – Johann Xaver Robert (1818–1887)
- Cass. – Alexandre Henri Gabriel de Cassini (1781–1832)
- Castañeda – Marcelino Castañeda y Nuñez de Caceres (fl. 1954)
- Cav. – Antonio José Cavanilles (1745–1804)
- Cavara – Fridiano Cavara (1857–1929)
- C.Bab. – Churchill Babington (1821–1889)
- C.Bauhin – Gaspard Bauhin (1560–1624); Caspar Bauhin
- C.B.Beck – Charles B. Beck (fl. 1958–1967)
- C.B.Clarke – Charles Baron Clarke (1832–1906)
- C.B.Rob. – Charles Budd Robinson (1871–1913)
- C.C.Berg – Cornelis Christiaan Berg (1934–2012)
- C.C.Gmel. – Karl Christian Gmelin vagy Carl Christian Gmelin (1762–1837)
- C.Chr. – Carl Frederick Albert Christensen (1872–1942)
- C.Clark – Curtis Clark (1951–)
- C.DC. – Anne Casimir Pyrame de Candolle (1836–1918)
- C.Delforge – C. Delforge (fl. 1984)
- C.E.Hubb. – Charles Edward Hubbard (1900–1980)
- Čelak. – Ladislav Josef Čelakovský (1834–1902)
- Cerv. – Vicente de Cervantes (1755–1829)
- Ces. – Vincenzo de Cesati (1806–1883)
- Cesalpino – Andrea Cesalpino (1519–1603)
- C.F.Baker – Charles Fuller Baker (1872–1927)
- C.F.Gaertn. – Karl Friedrich von Gärtner (1772–1850); Carl Friedrich von Gaertner
- C.F.Reed – Clyde Franklin Reed (1918–1999)
- C.F. Schmidt – Carl Friedrich Schmidt (1811–1890)
- Chaix – Dominique Chaix (1730–1799)
- Cham. – Adelbert von Chamisso (1781–1838)
- Chapm. – Alvan Wentworth Chapman (1809–1899)
- Chase – Mary Agnes Chase (1869–1963)
- Châtel. – Jean Jacques Châtelain (1736–1822)
- Chaub. – Louis Athanase Chaubard (1785–1854)
- C.H.Eberm. – Carl Heinrich Ebermaier (1802–1870)
- Cheek – Martin Cheek (1960–)
- Cheeseman – Thomas Frederic Cheeseman (1846–1923)
- Cheesman – Ernest Entwistle Cheesman (1898–1983)
- Chenault – Léon Chenault (1853–1930)
- Chevall. – François Fulgis Chevallier (1796–1840)
- Ching – Csing Zsen-Csang (1898–1986); Ren-Chang Ching
- Chiov. – Emilio Chiovenda (1871–1941)
- Chodat – Robert Hippolyte Chodat (1865–1934)
- Choisy – Jacques Denys Choisy (1799–1859)
- Cholnoky – Cholnoky Béla (1899–1972); Cholnoky Béla Jenő
- Chopinet – Robert G. Chopinet ((1914–1975)
- Christ – Konrad Hermann Heinrich Christ (1833–1933)
- Christian – Hugh Basil Christian (1871–1950)
- Christoph. – Erling Christophersen (1898–1994)
- Chrtek– Jindřich Chrtek (1930–2008)
- C.K.Schneid. – Camillo Karl Schneider (1876–1951)
- Clairv. – Joseph Philippe de Clairville (1742–1830)
- Clap. – Jean Louis René Antoine Éuard Claparède (1830–1871)
- Claus – Karl Ernst Claus (1796–1894)
- Cleghorn – Hugh Francis Clarke Cleghorn (1820–1895)
- C.L.Hitchc. – Charles Leo Hitchcock (1902–1986)
- Clifford – Harold Trevor Clifford (1927–2019)
- Clus. – Charles de L’Écluse (1526–1609)
- Clute – Willard Nelson Clute (1869–1950)
- C.L.Woodw. – Catherine L. Woodward (fl. 2007)
- C.Marquand – Cecil Victor Boley Marquand (1897–1943)
- C.Martin – Charles-Édouard Martin (1847–1937)
- C.Mohr – Charles Theodore Mohr (1824–1901)
- C.Morren – Charles François Antoine Morren (1807–1858)
- C.Nelson – Cirilo Nelson (1938–2020)
- C.N.Forbes – Charles Noyes Forbes (1883–1920)
- Co – Leonardo Legaspi Co (1953–2010)
- Coaz – Johann Coaz (1822–1918)
- Cockerell – Theodore Dru Alison Cockerell (1866–1948)
- Cogn. – Célestine Alfred Cogniaux (1841–1916)
- Coincy – Auguste Henri Cornut de Coincy (1837–1903)
- Colebr. – Henry Thomas Colebrooke (1765–1837)
- Colla – Luigi Aloysius Colla (1766–1848)
- Collad. – Louis Théodore Frederic Colladon (1792–1862)
- Collett – Henry Collett (1836–1901)
- Collinson – Peter Collinson (1694–1768)
- Comm. – Philibert Commerson (1727–1773); Philibert Commerçon
- Conrad – Solomon White Conrad (1779–1831)
- Conran – John Godfrey Conran (1960–)
- Console – Michelangelo Console (1812–1897)
- Constance – Lincoln Constance (1909–2001)
- Cooke – Mordecai Cubitt Cooke (1825–1914)
- Cookson – Isabel Clifton Cookson (1893–1973)
- Cooperr. – Tom Smith Cooperrider (1927–)
- Copel. – Edwin Bingham Copeland (1873–1964)
- Cordem. – Eugène Jacob de Cordemoy (1835–1911)
- Core – Earl Lemley Core (1902–1984)
- Corner – Edred John Henry Corner (1906–1996)
- Corrêa – José Francisco Correia da Serra (1751–1823)
- Correll – Donovan Stewart Correll (1908–1983)
- Cortesi – Fabrizio Cortesi (1879–1949)
- Cory – Victor Louis Cory (1880–1964)
- Coss. – Ernest Saint-Charles Cosson (1819–1889)
- Cotton – Arthur Disbrowe Cotton (1879–1962)
- Coult. – Thomas Coulter (1793–1843)
- Courtec. – Régis Courtecuisse (1956–)
- Coville – Frederick Vernon Coville (1867–1937)
- Cowley – Elizabeth Jill Cowley (1940–)
- C.Presl – Karel Bořivoj Presl (1794–1852); Carl Presl
- C.P.Sm. – Charles Piper Smith (1877–1955)
- Cranfill – Raimond Cranfill (fl. 1981)
- Crantz – Heinrich Johann Nepomuk von Crantz (1722–1799)
- C.R.Ball – Carleton Roy Ball (1873–1958)
- Crép. – Francois Crépin (1830–1903)
- Crins – William J. Crins (1955–)
- C.Rivière – Charles Marie Rivière (1845–???)
- Croizat – Léon Camille Marius Croizat (1894–1982)
- Cronquist – Arthur John Cronquist (1919–1992)
- C.R.Parks – Clifford R. Parks (fl. 1963)
- Crundw. – Alan Crundwell (1923–2000)
- C.Schweinf. – Charles Schweinfurth (1890–1970)
- C.S.Li – Li Cseng Szen (1948–); Cheng Sen Li
- C.Tul. – Charles Tulasne (1816–1884)
- C.T.White – Cyril Tenison White (1890–1950)
- Cuatrec. – José Cuatrecasas (1903–1996)
- Cufod. – Georg Cufodontis (1896–1974)
- Curtis – William Curtis (1746–1799)
- C.V.Morton – Conrad Vernon Morton (1905–1972)
- C.Walcott – Charles Doolittle Walcott (1850–1927)
- C.Weber – Claude Weber (fl. 1968)
- C.Wright – Charles Wright (1811–1885)
- C.Y.Wang – Vang Csang Jung (fl. 1984); Chang Yong Wang
- C.Y.Wu – Vu Cseng-ji (1916–2013); Cheng Yih Wu, Zheng Yi Wu
- Czakó – Czakó Kálmán (1843–1895)
- Czern. – Vaszilij Matvejevics Csernajev (1796–1871); Czernajew
- Czetz – Czetz Antal (1801–1865); Czecz Antal, Anton Czetz

## Cs
- Csapody – Csapody Vera (1890–1985)
- Csató – Csató János (1833–1913)

## D
- Dahl – Anders Dahl (1751–1789)
- Dahlst. – Gustav Adolf Hugo Dahlstedt (1856–1934)
- D.Alexander – D. Alexander (fl. 1996)
- Dallim. – William Dallimore (1871–1959)
- Dalzell – Nicol Alexander Dalzell (1817–1877)
- Dalziel – John McEwan Dalziel (1872–1948)
- Dandy – James Edgar Dandy (1903–1976)
- Dans. – Pierre Mackay Dansereau (1911–2011)
- Danzé-Corsin – Paule Danzé-Corsin (fl. 1956)
- Darbysh. – Stephen J. Darbyshire (1953–)
- Darl. – William Darlington (1782–1863)
- D.Arora – David Arora (1957–)
- Darwin – Charles Darwin (1809–1882)
- D.A.Sutton – David A. Sutton (1952–)
- Daubs – Edwin Horace Daubs (fl. 1965)
- Daveau – Jules Alexandre Daveau (1852–1929)
- Davenp. – George Edward Davenport (1833–1907)
- Davey – Frederick Hamilton Davey (1868–1915)
- David – Armand David (1826–1900)
- D.A.Webb – David Allardice Webb (1912–1994)
- Dawson – John William Dawson (1820–1899)
- D.Brândză – Dimitrie Brândză (1846–1895)
- DC. – Augustin Pyramus de Candolle (1778–1841)
- D.C.Eaton – Daniel Cady Eaton (1834–1895)
- D.C.Stuart – David C. Stuart (1940–)
- D.Dietr. – David Nathaniel Friedrich Dietrich (1799–1888)
- D.D.Keck – David D. Keck (1903–1995)
- D.Don – David Don (1799–1841)
- de Bary – Anton de Bary (1831–1888)
- Debreczy – Debreczy Zsolt (1941–)
- Decne. – Joseph Decaisne (1807–1882)
- D.Edwards – Dianne Edwards (1942–)
- Degen – Degen Árpád (1866–1934)
- Delahouss. – A. James Delahoussaye (fl. 1967)
- Delavay – Pierre Jean Marie Delavay (1834–1895)
- Deless. – Jules Paul Benjamin Delessert (1773–1847)
- Delile – Alire Raffeneau Delile (1778–1850)
- De Martino – Giovanna De Martino (fl. 1980–)
- Demet. – Demeter Károly (1852–1890); Charles Demeter
- De M.Wang – Vang Tö-ming (1970–); De-Ming Wang
- Denis – Marcel Denis (1897–1929)
- Dennst. – August Wilhelm Dennstedt (1776–1826); Dennstaedt
- De Puydt – Paul Émile de Puydt (1810–1891)
- Derbès – August Alphonse Derbès (1818–1894)
- de Roon – Adrianus Cornelis de Roon (1928–2011)
- Desf. – René Louiche Desfontaines (1750–1833)
- De Smet – Louis De Smet (1813–1887)
- Desr. – Louis Auguste Joseph Desrousseaux (1753–1838)
- Desv. – Nicaise Auguste Desvaux (1784–1856)
- De Vis – Charles Walter De Vis (1829–1915)
- de Vos – Cornelis de Vos (1806–1895)
- de Vries – Hugo de Vries (1848–1935)
- de Vriese – Willem Hendrik de Vriese (1806–1862)
- de Wet – Johannes Martenis Jacob de Wet (1927–2009)
- Dewey – Chester Dewey (1784–1867)
- De Wild. – Émile Auguste Joseph De Wildeman (1866–1947)
- de Wit – Hendrik Cornelis Dirk de Wit (1909–1999)
- D.Fairchild – David Fairchild (1869–1954)
- D.Fehér – Fehér Dániel (1890–1955)
- D.G.Benson – Don G. Benson, Jr.
- D.H.Scott – Dukinfield Henry Scott (1854–1934)
- Dice – James C. Dice (fl. 1995)
- Didr. – Didrik Ferdinand Didrichsen (1814–1887)
- Dieck – Georg Dieck (1847–1925)
- Diels – Ludwig Diels (1874–1945); Friedrich Ludwig Emil Diels
- Dill. – Johann Jacob Dillenius (1684–1747)
- Ding Hou – Hou Ting (1921–2008)
- Dinter – Moritz Kurt Dinter (1868–1945)
- Dippel – Leopold Dippel (1827–1914)
- D.K.Bailey – Dana Kavanagh Bailey (1916–1999)[3]
- D.Legrand – Carlos Maria Diego Enrique Legrand (1901–1986)
- D.L.Johnson – Dorothy L. Johnson (?–)
- D.L.Jones – David Lloyd Jones (1944–)
- D.Löve – Doris Benta Maria Löve (1918–2000)
- D.Moore – David Moore (1808–1879)
- D.Naras. – D. Narasimhan (1960–)
- Dobell – Clifford Dobell (1886–1949)
- Dod – Donald Dungan Dod (1912–2008)
- Dode – Louis-Albert Dode (1875–1943)
- Dodoens – Rembert Dodoens (1517–1585)
- Domin – Karel Domin (1882–1953)
- Domke – Friedrich Walter Domke (1899–1988)
- Domokos – Domokos János (1904–1978); Dorschner János
- Donn – James Donn (1758–1813)
- Donn.Sm. – John Donnell Smith (1829–1928)
- Door. – Simeon Gottfried Albert Doorenbos (1891–1980)
- Dop – Paul Louis Amans Dop (1876–1954)
- Dorf – Erling Dorf (fl. 1930–1938)
- Dorner – Dorner József (1808–1873)
- Dorr – Laurence J. Dorr (1953–)
- Dorschner – lásd Domokos
- Dorsett – Palemon Howard Dorsett (1862–1943)
- Dostál – Josef Dostál (1903–1999)
- Douglas – David Douglas (1798–1834)
- Doweld – Alekszandr Boriszovics Doueld (1973–); Alexander Borissowitch Doweld
- Dowell – Philip Dowell (1864–1936)
- Döll – Johann Christoph Döll (1808–1885)
- Drake – Emmanuel Drake del Castillo (1855–1904)
- Drège – Johann Franz Drège (1794–1881); Jean François Drège
- Dressler – Robert Louis Dressler (1927–2019)
- D.R.Hunt – David Richard Hunt (1938–2019)
- Druce – George Claridge Druce (1850–1932)
- Drude – Carl Georg Oscar Drude (1852–1933)
- Dryand. – Jonas Carlsson Dryander (1748–1810)
- D.S.Edwards – David Sydney Edwards (1948–)
- D.Thomas – David Thomas (1776–1859)
- Dubard – Marcel Marie Maurice Dubard (1873–1914)
- Duby – Jean Étienne Duby (1798–1885)
- Duchass. – Édouard Placide Duchassaing de Fontbressin (1818–1873)
- Duchesne – Antoine Nicolas Duchesne (1747–1827)
- Ducke – Adolpho Ducke (1876–1959)
- Dufr. – Pierre Dufresne (1786–1836)
- Duggar – Benjamin Minge Duggar (1872–1956)
- Dulac – Joseph Dulac (1827–1897)
- Dum.Cours. – Georges Louis Marie Dumont de Courset (1746–1824)
- Dumort. – Barthélemy Charles Joseph Dumortier (1797–1878)
- Dunal – Michel Félix Dunal (1789–1856)
- Dunn – Stephen Troyte Dunn (1868–1938)
- Durand – Elias Durand (1794–1873)
- Durazz. – Antonio Durazzini (1740−1810)
- Durieu – Michel Charles Durieu de Maisonneuve (1796–1878)
- Du Roi – Johann Philipp Du Roi (1741–1785)
- Dusén – Per Karl Hjalmar Dusén (1855–1926)
- Duss – Antoine Duss (1840–1924)
- Duthie – John Firminger Duthie (1845–1922)
- Duval – Henri August Duval (1777–1814)
- Dümmer – Richard Arnold Dümmer (1887–1922)
- Dyal – Sarah Creecie Dyal (1907–1993)
- Dyer – William Turner Thiselton-Dyer (1843–1928)

## E, É
- E.A.Durand – Ernest Armand Durand (1872–1910)
- E.A.Mennega – Erik Albert Mennega (1923–1998)
- Eames – Edwin Hubert Eames (1865–1948)
- Earle – Franklin Sumner Earle (1856–1929)
- E.A.Sánchez – Evangelina A. Sánchez (1934–)
- Eaton – Amos Eaton (1776–1842)
- E.B.Alexeev – Jevgenyij Boriszovics Alekszejev (1946–1976)
- E.Baumann – Eugen Baumann (1868–1933)
- Éber – Éber Zoltán
- Eberm. – Johann Erdwin Christopher Ebermaier (1769–1825)
- Eb.Fisch. – Eberhard Fischer (1969–)
- Ebinger – John Edwin Ebinger (1933–)
- E.B.Knox – Eric B. Knox (fl. 1993)
- Eckl. – Christian Friedrich Ecklon (1795–1868); Christian Frederik Ecklon
- E.C.Nelson – Ernest Charles Nelson (1951–)
- Eddy – Caspar Wistar Eddy (1790–1828)
- Edgew. – Michael Pakenham Edgeworth (1812–1881)
- E.F.Anderson – Edward Frederick Anderson (1932–2001)
- E.Fisch. – Eduard Fischer (1861–1939)
- E.Fourn. – Eugène Pierre Nicolas Fournier (1834–1884)
- E.F.Warb. – Edmund Frederic Warburg (1908–1966)
- E.G.Andrews – E. G. Andrews (fl. 1993)
- E.G.Camus – Edmond Gustave Camus (1852–1915)
- Eggl. – Willard Webster Eggleston (1863–1935)
- Egli – Bernhard Egli (fl. 1990)
- E.G.Voss – Edward Groesbeck Voss (1929–2012)
- E.Hitchc. – Edward Hitchcock (1793–1864)
- E.H.L.Krause – Ernst Hans Ludwig Krause (1859–1942)
- Ehrenb. – Christian Gottfried Ehrenberg (1795–1876)
- Ehrend. – Friedrich Ehrendorfer (1927–)
- Ehrh. – Jakob Friedrich Ehrhart (1742–1795)
- E.H.Wilson – Ernest Henry Wilson (1876–1930)
- Eichler – August Wilhelm Eichler (1839–1887)
- Eichw. – Karl Eichwald (1795–1876)
- Eig – Alexander Eig (1894–1938)
- E.Ives – Eli Ives (1779–1861)
- E.J.Butler – Edwin John Butler (1874–1943)
- E.J.Hill – Ellsworth Jerome Hill (1833–1917)
- E.J.Palmer – Ernest Jesse Palmer (1875–1962)
- E.L.Braun – Emma Lucy Braun (1889–1971)
- Elliot – Walter Elliot (1803–1887)
- Elliott – Stephen Elliott (1771–1830)
- Elwes – Henry John Elwes (1846–1922)
- E.Mey. – Ernst Heinrich Friedrich Meyer (1791–1858)
- E.M.McClint. – Elizabeth May McClintock (1912–2004)
- E.M.Norman – Eliane Meyer Norman (1931–)
- E.Morren – Charles Jacques Édouard Morren (1833–1886)
- Emory – William Hemsley Emory (1811–1887)
- É.N.Baumann – Émile Napoléon Baumann (1835–1910)
- Endl. – Stephan Ladislaus Endlicher (1804–1849); Endlicher István László, Stephan Friedrich Ladislaus Endlicher
- Engel – Franz Engel (fl. 1865)
- Engelm. – George Engelmann (1809–1884)
- Engl. – Heinrich Gustav Adolf Engler (1844–1930)
- Entz – Entz Géza (1875–1943)
- E.P.Bicknell – Eugene Pintard Bicknell (1859–1925)
- E.Peter – Elfriede Peter-Stibal (1905–1963)
- E.Phillips – Edwin Percy Phillips (1884-1967)
- Epling – Carl Clawson Epling (1894–1968)
- E.P.Perrier – Eugène Pierre Perrier de la Bâthie (1825–1916)
- E.Pritz. – Ernst Georg Pritzel (1875–1946)
- Erdman – Kimball Stewart Erdman (1937–2012)
- Ernst – Adolf Ernst (1832–1899)
- E.Salisb. – Edward James Salisbury (1886–1978)
- E.S.Anderson – Edgar Shannon Anderson (1897–1969)
- E.S.Burgess – Edward Sandford Burgess (1855–1928)
- Eschsch. – Johann Friedrich von Eschscholtz (1793–1831)
- E.Sheld. – Edmund Perry Sheldon (1869–1947)
- E.Small – Ernest Small (1940–)
- E.S.Steele – Edward Strieby Steele (1850–1942)
- Esteves – Eddie Esteves Pereira (1939–)
- Ettingsh. – Constantin von Ettingshausen (1826–1897)
- Etl. – Andreas Ernst Etlinger (fl. 1777)
- Ewart – Alfred James Ewart (1872–1937)
- E.W.Berry – Edward W. Berry (1875–1945)

## F
- F.A.Barkley – Fred Alexander Barkley (1908–1989)
- F.A.Bartlett – Francis Alonzo Bartlett (1882–1963)
- Fabr. – Philipp Conrad Fabricius (1714–1774)
- F.A.C.Weber – Frédéric Albert Constantin Weber (1830–1903)
- Facsar – Facsar Géza (1941–)
- Fahn – Abraham Fahn (1916–2012)
- Fairon-Dem. – Muriel Fairon-Demaret (fl. 1986)
- Falc. – Hugh Falconer (1808–1865)
- Falkenb. – Paul Falkenbergn (1848–1925)
- F.Allam. – Frédéric-Louis Allamand (1735–1803)
- Fanning – Una Fanning (fl. 1990)
- Farkas – Farkas Edit (1959–)
- Farrer – Reginald John Farrer (1880–1920)
- Farw. – Oliver Atkins Farwell (1867–1944)
- Fassett – Norman Carter Fassett (1900–1954)
- Fawc. – William Fawcett (1851–1926)
- F.Bolle – Friedrich Franz August Albrecht Bolle (1905–1999)
- F.E.Boynton – Frank Ellis Boynton (1859–1942)
- Fed. – Andrej Alekszandrovics Fjodorov (1909–1987); Fedorov
- Fedde – Friedrich Karl Georg Fedde (1873–1942)
- Fée – Antoine Laurent Apollinaire Fée (1789–1874)
- F.E.Fritsch – Felix Eugen Fritsch 1879–1954
- Feicht. – Feichtinger Sándor (1817–1907); Alexander Feichtinger
- Fekete – Fekete Lajos (1837–1916)
- Fellner – Maximilian Johann Nepomuk Fellner (fl. 1775)
- F.E.Lloyd – Francis Ernest Lloyd (1868–1947)
- Fenzl – Eduard Fenzl (1808–1879)
- Fernald – Merritt Lyndon Fernald (1873–1950)
- Fern.-Vill. – Celestino Fernández-Villar (1838–1907)
- Ferry – René Joseph Justin Ferry (1845–1924)
- F.F.Blackman – Frederick Blackman (1866–1947)
- F.Haage – Ferdinand Haage (1859–1930)
- F.Heim – Frédéric Louis Heim (1869–???)
- F.H.Lewis – Frank Harlan Lewis (1919–2008)
- F.H.Wigg. – Friedrich Heinrich Wiggers (1746–1811)
- Fieber – Franz Xaver Fieber (1807–1872)
- Fielding – Henry Barron Fielding (1805–1851)
- Fil. – Filarszky Nándor (1858–1941); Ferdinand Filarszky
- Finl. – George Finlayson (1790–1823)
- Fiori – Adriano Fiori (1865–1950)
- Fisch. – Friedrich Ernst Ludwig von Fischer (1782–1854); Fjodor Bogdanovics fon Fiser, Fedor Bogdanovic von Fischer
- F.J.A.Morris – Francis John A. Morris (1869–1949)
- F.J.Herm. – Frederick Joseph Hermann (1906–1987)
- Fleischm. – Andreas Fleischmann (1805–1867)
- F.Lorinser – Friedrich Wilhelm Lorinser (1817–1895)
- Flüggé – Johannes Flüggé (1775–1816)
- F.M.Bailey – Frederick Manson Bailey (1827–1915)
- F.Michx. – François Andre Michaux (1770–1855)
- F.M.Knuth – Frederik Marcus Knuth (1904–1970)
- F.M.Leight. – Frances Margaret Isaac (1909–2006)
- F.Muell. – Ferdinand von Müller, Ferdinand Jacob Heinrich von Mueller (1825–1896)
- F.N.Meijer – Frank Nicholas Meyer (1875–1918); Frans Nicholaas Meijer
- Focke – Wilhelm Olbers Focke (1834–1922)
- Font Quer – Pius Font i Quer (1888–1964)
- Forbes – John Forbes (1799–1823)
- Fóriss – Fóriss Ferenc (1892–1977)
- Forrest – George Forrest (1873–1932)
- Forssk. – Peter Forsskål (1732–1763)
- Forsstr. – Johan Erik Forsström (1775–1824)
- Fortune – Robert Fortune (1812–1880)
- Fosberg – Francis Raymond Fosberg (1908–1993)
- Foster – Michael Foster (1836–1907)
- Foug. – Auguste Denis Fougeroux de Bondaroy (1732–1789)
- Fourc. – Henry Georges Fourcade (1865–1948)
- Fourn. – Eugene Pierre Nicolas Fournier (1834–1884)
- Fourr. – Jules Pierre Fourreau (1844–1871)
- Fr. – Elias Magnus Fries (1794–1878)
- Franch. – Adrien René Franchet (1834–1900)
- Francé – Francé Rezső (1874–1943); Raoul Heinrich Francé
- Franco – João Manuel Antonio do Amaral Franco (1921–)
- Fraser – John Fraser (1750–1811)
- Freckmann – Robert W. Freckmann (1939–)
- Freire-Fierro – Alina Freire-Fierro (1964–)
- Frém. – John C. Frémont (1813–1890)
- Fresen. – Georg Fresenius (1808–1866)
- Frič – Alberto Vojtěch Frič (1882–1944)
- Friis – Ib Friis (1945–)
- Fritsch – Karl Fritsch (1864–1934)
- F.Ritter – Friedrich Ritter (1898–1989)
- Friv. – Frivaldszky Imre (1799–1870)
- Froel. – Josef Aloys von Frölich, Joseph Aloys von Froelich (1766–1841)
- F.Rose – Francis Rose (1921–2006)
- Fryer – Alfred Fryer (1826–1912)
- F.Schmidt – Friedrich Carl Fedor Bogdanovich Schmidt (1832–1908)
- F.S.Chou – Csou Fu San (fl. 2008); Fu Shan Chou
- F.T.Hubb. – Frederic Tracy Hubbard (1875–1962)
- Fukuy. – Fukujama Noriaki (1912–1946); Noriaki Fukuyama
- Fuss – Michael Fuss (1814–1883), Fusz Mihály
- F.W.Schultz – Friedrich Wilhelm Schultz (1804–1876)

## G
- G.A.Black – George Alexander Black (1916–1957)
- Gaertn. – Joseph Gärtner (1732–1791); Joseph Gaertner
- Gagnebin – Abraham Gagnebin (1707–1800)
- Gagnep. – François Gagnepain (1866–1952)
- Gale – Shirley Gale (1915–2008)
- Galeotti – Henri Guillaume Galeotti (1814–1858)
- Galushko – Anatolij Ivanovics Galusko (1926–1993)
- Gamble – James Sykes Gamble (1847–1925)
- Gand. – Michel Gandoger (1850–1926)
- Gandhi – Kancheepuram N. Gandhi (1948–)
- Garay – Garay László (1924–2016) Leslie Andrew Garay
- Garbari – Fabio Garbari (1937–)
- Garcke – Christian August Friedrich Garcke (1819–1904)
- Garden – Alexander Garden (1730–1792)
- Gardner – George Gardner (1812–1849)
- Gatt. – Augustin Gattinger (1825–1903)
- Gaudich. – Charles Gaudichaud-Beaupré (1789–1854)
- Gaudin – Jean François Aimé Théophile Philippe Gaudin (1766–1833)
- G.Bertol. – Giuseppe Bertoloni (1804–1879)
- G.Clifford – George Clifford III (1685–1760)
- G.C.Tucker – Gordon C. Tucker (1957–)
- G.Dahlgren – Gertrud Dahlgren (1931–2009)
- G.Don – George Don (1798–1856)
- G.D.Rowley – Gordon Douglas Rowley (1921–2019)
- Geerinck – Daniel Geerinck (1945–2016)
- Geh. – Adalbert Geheeb (1842–1909)
- G.E.Haglund – Gustaf Emmanuel Haglund (1900–1955)
- Geners. – Genersich Sámuel (1768–1844)
- Genev. – Léon Gaston Genevier (1830–1880)
- Gensel – Patricia G. Gensel (1944–)
- Gentil – Ambroise Gentil (1842–1929)
- Gentry – Howard Scott Gentry (1903–1993)
- Gergely – Gergely Iván János (1928–1990)
- Gerrienne – Phillipe Gerrienne (fl. 2010)
- Gerstb. – Pedro Gerstberger (1951–)
- Gesner – Conrad Gessner (1516–1565); Gesner
- Geyer – Karl Andreas Geyer (1809–1853)
- G.F.Atk. – George Francis Atkinson (1854–1918)
- G.Fehér – Fehér Gizella (1958–)
- G.Forst. – Johann Georg Adam Forster (1754–1794)
- G.Gaertn. – Philipp Gottfried Gärtner (1754–1825); Gaertner
- G.Haller – Gottlieb Emmanuel von Haller (1735–1786)
- Ghini – Luca Ghini (1490–1556)
- Gibbs – Lilian Gibbs (1870–1925)
- Gilg – Ernest Friedrich Gilg (1867–1933)
- Gilib. – Jean-Emmanuel Gilibert (1741–1814)
- Gillek. – Léopold Guillaume Gillekens (1833–1905)
- Gilli – Alexander Gilli (1904–2007)
- Gillies – John Gillies (1792–1834)
- Gillis – William Thomas Gillis (1933–1979)
- Gilly – Charles Louis Gilly (1911–1970)
- Gimesi – Gimesi Nándor István (1892–1953)
- Giseke – Paul Dietrich Giseke (1741–1796)
- G.J.Lewis – Gwendoline Joyce Lewis (1909–1967)
- G.Kirchn. – Georg Kirchner (1837–1885)
- G.Koch – Georg Friedrich Koch (1809–1874)
- G.Lawson – George Lawson (1827–1895)
- Glaz. – Auguste François Marie Glaziou (1828–1906)
- G.L.Church – George Lyle Church (1903–2003)
- Gleason – Henry Allan Gleason (1882–1975)
- G.L.Nesom – Guy L. Nesom (1945–)
- G.Lodd. – George Loddiges (1784–1846)
- G.Lorinser – Gustav Lorinser (1811–1863)
- Gloxin – Benjamin Peter Gloxin (1765–1794)
- S.G.Gmel. – Samuel Gottlieb Gmelin (1744 k.–1774)
- G.L.Webster – Grady Linder Webster (1927–2005)
- G.M.Barroso – Graziela Maciel Barroso (1912–2003)
- G.Moore – George Thomas Moore (1871–1956)
- G.Nicholson – George Nicholson (1847–1908)
- Goadby – Bede Theodoric Goadby (1863–1944)
- God.-Leb. – Alexandre Godefroy-Lebeuf (1852–1903)
- Godr. – Dominique Alexandre Godron (1807–1880)
- Goeschke – Franz Goeschke (1844–1912)
- Goldberg – Aaron Goldberg (1917–2014)
- Goldblatt – Peter Goldblatt (1943–)
- Goldfuss – Georg August Goldfuss (1782–1848)
- Goldie – John Goldie (1793–1886)
- Gombocz – Gombocz Endre (1882–1945)
- Gomes – Bernardino António Gomes (1769–1823)
- Gomont – Maurice Augustin Gomont (1839–1909)
- Gonez – Paul Gonez (fl. 2010)
- Gooden. – Samuel Goodenough (1743–1827)
- Goodsp. – Thomas Harper Goodspeed (1887–1966)
- Goodyer – John Goodyer (1592–1664)
- Gopalan – Rangasamy Gopalan (1947–)
- Gordon – George Gordon (1806–1879)
- Gottsche – Carl Moritz Gottsche (1808–1892)
- Gould – Frank Walton Gould (1913–1981)
- Göpp. – Johann Heinrich Robert Göppert (1800–1884)
- G.Pearson – Gilbert Pearson
- Graebn. – Karl Otto Robert Peter Paul Graebner (1871–1933)
- Graham – Robert Graham (1786–1845)
- Grande – Loreto Grande (1878–1965)
- Gray – Samuel Frederick Gray (1766–1828)
- Greene – Edward Lee Greene (1843–1915)
- Greenm. – Jesse More Greenman (1867–1951)
- Greenway – Percy James Greenway (1897–1980)
- Gren. – Jean Charles Marie Grenier (1808–1875)
- Greuter – Werner Rodolfo Greuter (1938–)
- Grev. – Robert Kaye Greville (1794–1866)
- Griff. – William Griffith (1810–1845)
- Griggs – Robert Fiske Griggs (1881–1962)
- Grimm – Johann Friedrich Carl Grimm (1737–1821)
- Gris – Jean Antoine Arthur Gris (1829–1872)
- Griscom – Ludlow Griscom (1890–1959)
- Griseb. – August Heinrich Rudolf Grisebach (1814–1879)
- Grolle – Riclef Grolle (1934–2004)
- Grossh. – Alekszandr Alfonzovics Grosszhejm (1888–1948)
- Grove – William Bywater Grove (1848–1938)
- Grubov – Valerij Ivanovics Grubov (1917–2009)
- Grudz. – Irina Alekszandrovna Grudzinszkaja (1920–2011)
- Grüning – G. R. Grüning (1862–1926)
- G.Shaw – George Shaw (1751–1813)
- G.Singh – Gurcharan Singh (1945–)
- G.S.Mill. – Gerrit Smith Miller (1869–1956)
- G.S.Rawat – Gopal Singh Rawat (fl. 2010)
- G.S.West – George Stephen West (1876–1919)
- G.Taylor – Sir George Taylor (1904–1993)
- G.T.Benson – Gilbert Thereon Benson (1896–1928)
- Gueldenst. – Johann Anton Güldenstädt (1745–1781)
- Guett. – Jean-Étienne Guettard (1715–1786)
- Guill. – Jean Baptiste Antoine Guillemin (1796–1842)
- Guillaumin – André Guillaumin (1885–1974)
- Guinea – Emilio Guinea (1907–1985)
- Gumbl. – William Edward Gumbleton (1840–1911)
- Gunckel – Hugo Gunckel Lüer (1901–1997)
- Gunn – Ronald Campbell Gunn (1808–1881)
- Gunnerus – Johann Ernst Gunnerus (1718–1773)
- Guss. – Giovanni Gussone (1787–1866)
- Gürke – Robert Louis August Maximilian Gürke (1854–1911)

## Gy
- Gyeln. – Kőfaragó Gyelnik Vilmos (1906–1945)
- Győrffy – Győrffy István (1880–1959)

## H
- Haage – Friedrich Adolph Haage (1796–1866)
- Haager – Jiří R. Haager (1943–2022)
- Haberle – Haberle Károly (1764–1832
- Hack. – Eduard Hackel (1850–1926)
- Haeckel – Ernst Haeckel (1834–1919)
- Häkkinen – Markku Häkkinen (1946–2015)
- Halácsy – Eugen von Halácsy (1842–1913)
- Halász – Halász Márta (1905–1971)
- Halb. – Federico Halbinger (1925–2007)
- Halda – Josef Jakob Halda (1943–)
- Haller – Albrecht von Haller (1708–1777)
- Haller f. – Albrecht von Haller, filius (1758–1823); Haller filius,
- Hallier – Ernst Hallier (1831–1904)
- Ham. – William Hamilton (1783–1856)
- Hance – Henry Fletcher Hance (1827–1886)
- Hand.-Mazz. – Heinrich von Handel-Mazzetti (1882–1940)
- Hanst. – Johannes von Hanstein (1822–1880)
- Har. – Paul Auguste Hariot (1854–1917)
- Hara – Hara Kaneszuke (1885–1962); Kanesuke Hara
- Harb. – Thomas Grant Harbison (1862–1936)
- Hardin – James Walker Hardin (1929–)
- Hargitai – Hargitai Zoltán (1921–1945)
- Harkn. – Harvey Willson Harkness (1821–1901)
- Harms – Hermann Harms (1870–1942)
- Hartm. – Carl Johan Hartman (1790–1849)
- Hartw. – Karl Theodor Hartweg (1812–1871)
- Hartwig – August Karl Julius Hartwig (1823–1913)
- Harv. – William Henry Harvey (1811–1866)
- Harvill – Alton McCaleb Harvill, Jr (1916–2008)
- Hashim. – Hasimoto Goro (1913–2008); Goro Hashimoto
- Hass – Hagen Hass (fl. 1993)
- Hasselt – Johan Coenraad van Hasselt (1797–1823)
- Hassk. – Justus Carl Hasskarl (1811–1894)
- Hassl. – Emil Hassler (1864–1937)
- Hatus. – Hatuszima Szumihiko (1906–2008); Sumihiko Hatusima
- Haufler – Christopher H. Haufler (1950–)
- Hauke – Richard L. Hauke (1930–2017)
- Hauman – Lucien Leon Hauman (1880–1965)
- Hauser – Margit Luise Hauser
- Hausskn. – Heinrich Carl Haussknecht (1838–1903)
- Haw. – Adrian Hardy Haworth (1768–1833)
- Hayata – Hajata Bunzo (1874–1934); Bunzo Hayata
- Hayek – August von Hayek (1871–1928)
- Haynald – Haynald Lajos (1816–1891); Cardinal Stephan Franz Ludwig Haynald
- Hayne – Friedrich Gottlob Hayne (1763–1832)
- Hazsl. – Hazslinszky Frigyes Ákos (1818–1896)
- H.Baumann – Helmut Baumann (1937–2014)
- H.Bock – Hieronymus Bock (1498–1554)
- H.C.Bold – Harold C. Bold (1909–1987)
- H.Christ – Konrad Hermann Heinrich Christ (1833–1933)
- H.Deane – Henry Deane (1847–1924)
- H.D.Wilson – Hugh Wilson (1945–)
- H.E.Ahles – Harry E. Ahles (1924–1981)
- Heath – Fannie Mahood Heath (1864–1931)
- Hedberg – Karl Olov Hedberg (1923–2007)
- Hedrick – Ulysses Prentiss Hedrick (1870–1951)
- Hedw. – Johann Hedwig (1730–1799)
- Hegelm. – Christoph Friedrich Hegelmaier (1833–1906)
- Hegetschw. – Johannes Jacob Hegetschweiler (1789–1839)
- Hegyi – Hegyi Dezső (1873–1926)
- Heim – Georg Christoph Heim (1743–1807)
- Heist. – Lorenz Heister (1683–1758)
- Heldr. – Theodor Heinrich Hermann von Heldreich (1822–1902)
- Hell. – Carl Niclas Hellenius (1745–1820)
- Hellq. – C. Barre Hellquist (1940–)
- H.E.Moore – Harold Emery Moore (1917–1980)
- Hemsl. – William Botting Hemsley (1843–1924)
- Henn. – Paul Christoph Hennings (1841–1908)
- Henrard – Johannes Theodoor Henrard (1881–1974)
- Hensen – Victor Hensen (1835–1924)
- Hensl. – John Stevens Henslow (1796–1861)
- Hepper – Frank Nigel Hepper (1929–2013)
- Herb. – William Herbert (1778–1847)
- Herder – Ferdinand Gottfried Theobald Herder (1828–1896)
- Herrm. – Herrmann, Johann (Jean) (1738–1800)
- Herter – Wilhelm Gustav Franz Herter, Guillermo Gustavo Francis Herter (1884–1958)
- Heuff. – Heuffel János (1800–1857)
- Heybroek – Hans M. Heybroek (1927–)
- Heynh. – Gustav Heynhold (1800–1860)
- Heywood – Vernon Hilton Heywood (1927–)
- H.Fleischm. – Hans Fleischmann (1875–1928)
- H.Focke – Hendrik Charles Focke (1802–1856)
- H.Friedrich – Heimo Friedrich (fl. 1974)
- H.F.Copel. – Herbert Faulkner Copeland (1902–1968)
- H.G.Sm. – Henry George Smith (1852–1924)
- H.Hara – Hara Hirosi (1911–1986); Hiroshi Hara
- H.H.Eaton – Hezekiah Hulbert Eaton (1809–1832)
- H.H.Lin – Lin Hung Huj (fl. 2007); Hong Hui Lin
- Hiern – William Philip Hiern (1839–1925)
- Hieron. – Georg Hans Emmo Wolfgang Hieronymus (1846–1921)
- Hill – John Hill (1716–1775)
- Hilliard – Olive Mary Hilliard (1926–2017)
- Hirn – Karl Engelbrecht Hirn (1872–1907)
- Hitchc. – Albert Spear Hitchcock (1865–1935)
- H.Jaeger – Hermann Jäger (1815–1890)
- H.Karst. – Gustav Karl Wilhelm Hermann Karsten (1817–1908)
- H.L.Blomq. – Hugo Leander Blomquist (1888–1964)
- H.Lév. – Augustin Abel Hector Léveillé (1863–1918)
- H.Lorentz – Hendrikus Albertus Lorentz (1871–1944)
- H.Low – Hugh Low (1824–1905)
- H.L.Späth – Hellmut Ludwig Späth (1885–1945)
- H.L.Wendl. – Heinrich Ludolph Wendland (1825–1903)
- H.Mann – Horace Mann Jr. (1844–1868)
- H.Müll. – Heinrich Ludwig Hermann Müller (1829–1883)
- H.N.Andrews – Henry Nathaniel Andrews (1910–2002)
- Hnatiuk – Roger James Hnatiuk (1946–)
- Hochr. – Bénédict Pierre Georges Hochreutiner (1873–1959)
- Hochst. – Christian Ferdinand Friedrich Hochstetter (1787–1860)
- Høeg – Ove Arbo Høeg (1898–1993)
- Hoehne – Frederico Carlos Hoehne (1882–1959)
- Hoevel – Otto Hövel (fl. 1970)
- Hoeven – Jan van der Hoeven (1801–1868)
- Hoffm. – Georg Franz Hoffmann (1761–1826)
- Hoffmanns. – Johann Centurius von Hoffmannsegg (1766–1849)
- Hogg – Thomas Hogg (1777–1855)
- H.Ohashi – Ohasi Hirojosi (1936–); Hiroyoshi Ohashi
- Hohen. – Rudolph Friedrich Hohenacker (1798–1874)
- H.Øllg. – Hans Øllgaard (fl. 1972–)
- Hollick – Charles Arthur Hollick (1857–1933)
- Hollós – Hollós László (1859–1940); Ladislaus Hollós
- Holmgren – Hjalmar Josef Holmgren (1822–1885)
- Holm-Niels. – Lauritz Broder Holm-Nielsen (1946–)
- Holttum – Richard Eric Holttum (1895–1990)
- Holub – Josef Holub (1930–1999)
- Hook. – William Jackson Hooker (1785–1865)
- Hook.f. – Joseph Dalton Hooker (1817–1911); Hook. filius
- Hopper – Stephen Hopper (1951–)
- Horánszky – Horánszky András (1928–2015); Andreas Horánszky
- Horik. – Horikava Josivo (1902–1976); Yoshiwo Horikawa
- Hornem. – Jens Wilken Hornemann (1770–1841)
- Horobin – John F. Horobin (fl. 1990)
- Horsf. – Thomas Horsfield (1773–1859)
- Hortob. – Hortobágyi Tibor (1912–1990)
- Hosseus – Carl Curt Hosseus (1878–1950); Karl Kurt Hosseus
- Host – Nicolaus Thomas Host (1761–1834)
- Houghton – Arthur Duvernoix Houghton (1870–1938)
- House – Homer Doliver House (1878–1949)
- Houst. – William Houstoun (1695–1733)
- Houtt. – Maarten Houttuyn (1720–1798)
- Houtz. – Gysbertus Houtzagers (1888–1957)
- Howard – John Eliot Howard (1807–1883)
- Howe – Eliot Calvin Howe (1828–1899)
- Howell – Thomas Jefferson Howell (1842–1912)
- H.O.Yates – Harris Oliver Yates (1934–2013)
- H.P.Banks – Harlan Parker Banks (1913–1998)
- H.Perrier – Joseph Marie Henry Alfred Perrier de la Bâthie (1873–1958)
- H.P.Fuchs – Hans Peter Fuchs (1928–1999)
- H.Rob. – Harold Ernest Robinson (1932–2020)
- H.Rock – Howard Francis Leonard Rock (1925–1964)
- H.R.Sweet – Herman Royden Sweet (1909–1991)
- H.Sharsm. – Helen Sharsmith (1905–1982)
- H.S.Irwin – Howard Samuel Irwin (1928–2019)
- H.S.Kung – Kung Hszien-hszü (1932–); Hsian-shiu Kung
- H.St.John – Harold St. John (1892–1991)
- H.Till – Hans Till (1920–2012); Johann Anton Till
- Hu – Hu Hszien Szu (1894–1968); Hsien Hsu Hu, Hu Xiansu
- Huds. – William Hudson (1730–1793)
- Hueber – Francis Maurice Hueber (1929–2019)
- Hulják – Hulják János (1883–1942)
- Hull – John Hull (1761–1843)
- Hultén – Eric Hultén (1894–1981)
- Humb. – Alexander von Humboldt (1769–1859)
- Hume – Allan Octavian Hume (1829–1912)
- Hunt – George Edward Hunt (1841–1873)
- Hunz. – Armando Theodoro Hunziker (1919–2001)
- Hurus. – Huruszava Iszao (1916–2001); Hurusawa Isao, Isao Furusawa
- Husn. – Pierre Tranquille Husnot (1840–1929)
- Husz – Husz Béla (1892–1954)
- Hutch. – John Hutchinson (1884–1972)
- Hügel – Karl Alexander Anselm von Hügel (1794–1870)
- H.Vilm. – Charles Philippe Henry Lévêque de Vilmorin (1843–1899)
- H.Wendl. – Hermann Wendland (1825–1903)
- H.W.Kung – Kung Hszien-vu (1897–1984); Hsien Wu Kung
- H.Y.Chou – Csou Huj-jü (1945–); Hui-yu Chou
- Hyl. – Nils Hylander (1904–1970)

## I
- I.Csapody – Csapody István (1930–2002)
- I.Csűrös – Csűrös István (1914–1988)
- Igmándy – Igmándy József (1897–1950)
- I.G.Stone – Ilma Grace Stone (1913–2001)
- I.Győrffy – Greisiger Irma (1882–1947)
- Iliff – James Iliff (1923–2014)
- Iljin – Modeszt Mihajlovics Iljin (1889–1967)
- Imbach – Emil J. Imbach (1897–1970)
- I.M.Johnst. – Ivan Murray Johnston (1898–1960)
- Inoue – Inoue Hirosi (1932–1989)
- I.Rácz – Rácz István (1952–)
- Irwin – James Bruce Irwin (1921–2012)
- Isaac – Frances Margaret Isaac (1909–2006)
- Isépy – Isépy István (1942–)
- Istv. – Istvánffi Gyula (1860–1930); Julius Schaarschmidt, Gyula von Istvánfy de Csík Madéfalva
- Ives – Joseph Christmas Ives (1828–1868)

## J
- Jabl. – Jablonszky Jenő (1892–1975); Eugene Jablonszky
- Jack – William Jack (1795–1822)
- Jacks. – George Jackson (1790–1811)
- Jackson – Raymond Carl Jackson (1928–2008)
- Jacobi – Georg Albano von Jacobi (1805–1874)
- Jacq. – Nikolaus Joseph von Jacquin (1727–1817); Jacquin Miklós József
- Jacques – Henri Antoine Jacques (1782–1866)
- J.Agardh – Jacob Georg Agardh (1813–1901)
- Jakucs – Jakucs Pál (1928–2000)
- Jalal – Jeewan Singh Jalal (1979–)
- Jameson – William Jameson (1796–1873)
- Janch. – Erwin Emil Alfred Janchen (1882–1970)
- Jancz. – Edward Janczewski (1846–1918)
- Janka – Janka Viktor (1837–1890); Victor von Janka
- Janse – Johannes Albertus Janse (1911–1977)
- J.A.Schmidt – Johann Anton Schmidt (1823–1905)
- Játiva – Carlos D. Játiva (fl. 1963)
- Jaub. – Hippolyte François Jaubert (1798–1874)
- Jáv. – Jávorka Sándor (1883–1961)
- J.Bauhin – Johann Bauhin (1541–1613)
- J.B.Nelson – John B. Nelson (1951–)
- J.B.Rohr – Julius Bernard von Röhr (1686–1742)
- J.Buchholz – John Theodore Buchholz (1888–1951)
- J.Campos – José Campos de la Cruz (fl. 1998–)
- J.Carey – John Carey (1797–1880)
- J.C.Buxb. – Johann Christian Buxbaum (1693–1730)
- J.C.Gomes – José Corrêa Gomes, Jr. (1919–1965)
- J.C.Manning – John Charles Manning (1962–)
- J.C.Siqueira – Josafá Carlos de Siqueira (1953–)
- J.C.Sowerby – James De Carle Sowerby (1787–1871)
- J.C.Vogel – Johannes Vogel (1963–)
- J.C.Wendl. – Johann Christoph Wendland (1755–1828)
- J.D.Arm. – James D. Armitage (fl. 2011)
- J.Dransf. – John Dransfield (1945–)
- J.D.Ray – James Davis Ray, Jr. (1919––1990)
- J.Drumm. – James Drummond (1784–1863)
- J.D.Sauer – Jonathan Deininger Sauer (1918–2008)
- J.D.Tobe – John David Tobe (fl. 1998)
- Jeanpl. – Jeanplong József (1919–2006)
- Jefferies – R. L. Jefferies (fl. 1987)
- J.E.Lange – Jakob Emanuel Lange (1864–1941)
- J.Ellis – John Ellis (1710–1776)
- Jeps. – Willis Linn Jepson (1867–1946)
- Jess. – Karl Friedrich Wilhelm Jessen (1821–1889)
- J.Fabr.– Johan Christian Fabricius (1745–1808)
- J.F.Arnold – Johann Franz Xaver Arnold(wd) (fl. 1785)
- J.F.Bailey – John Frederick Bailey (1866–1938)
- J.F.Gmel. – Johann Friedrich Gmelin (1748–1804)
- J.-F.Leroy – Jean-François Leroy (1915–1999)
- J.F.Macbr. – James Francis Macbride (1892–1976)
- J.Gay – Jacques Étienne Gay (1786–1864)
- J.Gerard – John Gerard (1545–1612)
- J.G.Gmel. – Johann Georg Gmelin (1709–1755)
- J.Gönczöl – Gönczöl János (1942–)
- J.G.Sm. – Jared Gage Smith (1866–1925)
- J.H.Adam – J. H. Adam (1956–)
- J.Houz. – Jean Houzeau de Lehaie (1867–1959)
- J.H.Willis – James Hamlyn Willis (1910–1995)
- J.I.Pierre – Joachim Isidore Pierre (1812–1881)
- J.J.Sm. – Johannes Jacobus Smith (1867–1947)
- J.K.Bartlett – John Kenneth Bartlett (1945–1986)
- J.K.Morton – John Kenneth Morton (1928–2011)
- J.Koenig – Johann Gerhard König (1728–1785); Koenig
- J.Lachm. – Johannes Lachmann (1832–1860)
- J.L.Clark – John Littner Clark (1969–)
- J.Léonard – Jean Joseph Gustave Léonard (1920–2013)
- J.L.Gentry – Johnnie Lee Gentry (1939–)
- J.MacGill. – John MacGillivray (1822–1867)
- J.M.Alexander – Jake M. Alexander (fl. 2004)
- J.Martyn – John Martyn (1699–1768)
- J.M.Black – John McConnell Black (1855–1951)
- J.M.Coult. – John Merle Coulter (1851–1928)
- J.M.C.Rich. – Jean Michel Claude Richard (1787–1868)
- J.M.Linden – Joke Maria van der Linden (1958–)
- J.M.MacDougal – John M. MacDougal (1954–)
- J.M.Schopf – James Morton Schopf (1911–1978)
- J.M.Webber – John Milton Webber (1897–???)
- J.N.Haage – Johann Nicolaus Haage (1826–1872)
- J.Novák – Josef Novák (1846–1917)
- Jongkind – Carel Christiaan Hugo Jongkind (1954–)
- Jord. – Claude Thomas Alexis Jordan (1814–1897)
- Joriss. – Gustave Jorissenne (1868–1924)
- J.Papp – Papp József (1900–1985)
- J.Presl – Jan Svatopluk Presl (1791–1849)
- J.Rémy – Jules Rémy (1826–1893)
- J.Robin – Jean Robin (1550–1629)
- J.Römer – Julius Römer (1848–1926)
- J.R.Forst. – Johann Reinhold Forster (1729–1798)
- J.Sadler – John Sadler (1837–1882)
- J.Sm. – John Smith (1798–1888)
- J.S.Pringle – James Scott Pringle (1937–)
- J.St.-Hil. – Jean Henri Jaume Saint-Hilaire (1772–1845)
- J.Szabó – Szabó József (1822–1894)
- Jum. – Henri Lucien Jumelle (1886–1935)
- Jurányi – Jurányi Lajos (1837–1897); Ludwig Jurányi
- Juss. – Antoine-Laurent de Jussieu (1748–1836)
- Juz. – Szergej Vasziljevics Juzepcsuk (1893–1959)
- J.Wagner – Wagner János (1870–1955); Johannes Wagner
- J.W.Mast. – John William Masters (1792–1873)
- J.Woods – Joseph Woods (1776–1864)
- J.W.Robbins – James Watson Robbins (1801–1879)
- J.W.Weinm. – Johann Wilhelm Weinmann (1683–1741)
- J.Zahlbr. – Johann Baptist Zahlbruckner (1782–1851)

## K
- Kai Müll. – Kai Müller (1975–)
- Kalchbr. – Kalchbrenner Károly (1807–1886)
- Kalkman – Cornelis Kalkman (1928–1998)
- Kalm – Pehr Kalm (1716–1779)
- Kanitz – Kanitz Ágoston (1843–1896)
- Karatzas – Ioannis Karatzas (fl. 2004); Ioannis A. Karatzas
- Karl – Károli János (1842–1882); Karl János
- Kárpáti – Kárpáti Zoltán (1909–1972)
- Kartesz – John T. Kartesz (1948–)
- Kasper – Andrew Edward Kasper (1942–)
- K.Baumann – Karlheinz Baumann (fl. 1989)
- K.Bergius – Karl Heinrich Bergius (1790–1818)
- K.Bremer – Kåre Bremer (1948–)
- Kearney – Thomas Henry Kearney (1874–1956)
- Keck – Karl Keck (1825–1894)
- Keener – Carl Samuel Keener (1931–)
- Kellerm. – William Ashbrook Kellerman (1850–1908)
- Kellogg – Albert Kellogg (1813–1887)
- Kenrick – Paul Kenrick (fl. 1999)
- Kereszty – Kereszty Zoltán (1937–)
- Kerényi-Nagy – Kerényi-Nagy Viktor (1985–)
- Ker Gawl. – John Bellenden Ker Gawler (1764–1842)
- Kerguélen – Michel François-Jacques Kerguélen (1928–)
- Kern. – Friedrich Kern (1850–1925)
- K.Hoffm. – Käthe Hoffmann (1883–1931)
- Kidst. – Robert Kidston (1852–1924)
- K.I.Goebel – Karl Ritter von Goebel (1855–1932); Karl Immanuel Goebel
- Killip – Ellsworth Paine Killip (1890–1968)
- King – George King (1840–1909)
- Kingdon-Ward – Frank Kingdon-Ward (1885–1958)
- Kirchn. – Emil Otto Oskar von Kirchner (1851–1925)
- Kirk – Thomas Kirk (1828–1898)
- Kit. – Kitaibel Pál (1757–1817)
- Kitt. – Martin Baldwin Kittel (1798–1885)
- Kit Tan – Kit Tan (1953–)
- K.J.Demet. – Karl Joseph Demeter (1892–1967)
- Kjellm. – Frans Reinhold Kjellman (1846–1907)
- K.Koch – Karl Heinrich Emil Koch (1809–1879); Carl Friedrich Emil Ludwig Koch
- K.Krause – Kurt Krause (1883–1963)
- K.Larsen – Kai Larsen (1926–2012)
- Klatt – Friedrich Wilhelm Klatt (1825–1897)
- Kleb. – Heinrich Klebahn (1859–1942)
- Klein – Jacob Theodor Klein (1685–1759)
- Klotzsch – Johann Friedrich Klotzsch (1805–1860)
- K.Müll. – Konrad Müller (1857–???)
- Knebel – Gottfried Knebel (1908–???)
- Kneuck. – Johann Andreas Kneucker (1862–1946)
- Knight – Joseph Knight (1778–1855)
- Koch – Johann Friedrich Wilhelm Koch (1759–1831)
- Koehne – Bernhard Adalbert Emil Koehne (1848–1918)
- Koeler – Georg Ludwig Koeler (1765–1807)
- Koelle – Johann Ludwig Christian Koelle (1763–1797)
- Koidz. – Kojdzumi Gen-icsi (1883–1953); Gen-ichi Koidzumi
- Kom. – Vlagyimir Leontyjevics Komarov (1869–1945)
- Koopmann – Karl Koopmann (fl. 1879–1900)
- Korth. – Pieter Willem Korthals (1807–1892)
- Kosterm. – André Joseph Guillaume Henri Kostermans (1907–1994)
- Kotov – Mihail Ivanovics Kotov (1896–1978)
- Kotschy – Theodor Kotschy (1813–1866); Karl (Carl) Georg Theodor Kotschy
- Kotyk – Michele E. Kotyk (fl. 2002)
- Kovanda – Miloslav Kovanda (1936–)
- Kováts – Kováts Gyula (1815–1873)
- Kraenzl. – Friedrich Wilhelm Ludwig Kraenzlin (1847–1934); Fritz Wilhelm Ludwig Kraenzlin
- Körn   – Friedrich August Körnicke (1828–1908)
- Körte – Heinrich Friedrich Franz Körte (1782–1845)
- Krajina – Vladimir Joseph Krajina (1905–1993)
- Kral – Robert Kral (1926–)
- Krapov. – Antonio Krapovickas (1921–2015)
- Krause – Johann Wilhelm Krause (1764–1842)
- Kräusel – Richard Oswald Karl Kräusel (1890–1966)
- Kreutz – Carolus Adrianus Johannes Kreutz (1954–)
- Kreuz. – Kurt Kreuzinger (1905–1989/1990); Kurt G. Kreuzinger
- K.Richt. – Karl Richter (1855–1891)
- Krock. – Anton Johann Krocker (1744–1823)
- Krombh. – Julius Vincenz von Krombholz (1782–1843)
- Krug – Carl Wilhelm Leopold Krug (1833–1898); Karl Wilhelm Leopold Krug
- Krüssm. – Johann Gerd Krüssmann (1910–1980)
- K.Schum. – Karl Moritz Schumann (1851–1904)
- Kubitzki – Klaus Kubitzki (1933–)
- Kudô – Kudó Júsun(wd) (1887–1932); Yūshun Kudō
- Kuhlm. – João Geraldo Kuhlmann (1882–1958)
- Kuhn – Friedrich Adalbert Maximilian Kuhn (1842–1894)
- Kumar – Pankaj Kumar (1975–)
- Kunth – Karl Sigismund Kunth (1788–1850); Carl Sigismund Kunth, Charles Sigismund Kunth
- Kuntze – Carl Ernst Otto Kuntze (1843–1907); Otto Kuntze, Karl Ernst Otto Kuntze, Karl Eduard Otto Kuntze
- Kunze – Gustav Kunze (1793–1851)
- Kuprian. – Ljudmila Andrejevna Kuprijanova (1914–1987)
- Kurz – Wilhelm Sulpiz Kurz (1834–1878)
- Kük. – Georg Kükenthal (1864–1955)

## L
- L. – Carl von Linné (1707–1778); Carolus Linnaeus
- Labill. – Jacques-Julien Houtou de La Billardière (1755–1834)
- La Duke – John C. La Duke (1950–)
- Laest. – Lars Levi Laestadius (1800–1861)
- Lag. – Mariano Lagasca y Segura (1776–1839)
- Lagerh. – Nils Gustaf von Lagerheim (1860–1926)
- Lakela – Olga Korhoven Lakela (1890–1980)
- L.Albert – Albert László (1926–)
- La Llave – Pablo de La Llave (1773–1833)
- Lam. – Jean-Baptiste Lamarck (1744–1829)
- Lamb. – Aylmer Bourke Lambert (1761–1842)
- Lamy – Pierre Marie Édouard Lamy de la Chapelle (1804–1886)
- Lancaster – Roy Lancaster (1937–)
- Lander – Nicholas Sean Lander (1948–)
- Landolt – Elias Landolt (1926–2013)
- Landrum – Leslie R. Landrum (1946–)
- Lange – Johan Martin Christian Lange (1818–1898)
- L.A.S.Johnson – Lawrence Alexander Sidney Johnson (1925–1997)
- Latourr. – Marc Antoine Louis Claret de La Tourrette (1729–1823)
- Lauterb. – Karl Adolf Georg Lauterbach (1864–1937); Carl Adolf Georg Lauterbach
- Lavallée – Pierre Alphonse Martin Lavallée (1836–1884)
- Lavrent. – Georgios Lavrentiades (1920–)
- Lawson – Peter Lawson (???–1820)
- Laxm. – Erich G. Laxmann (1737–1796)
- Layens – Georges de Layens (1834–1897)
- L.Borgen – Liv Borgen (1943–)
- L.B.Sm. – Lyman Bradford Smith (1904–1997)
- L.Cárdenas – Lourdes Cárdenas de Guevara (1933–2018)
- L.Chevall. – Louis Pierre Désiré Chevallier (1852–1938)
- L.C.Wheeler – Louis Cutter Wheeler (1910–1980)
- L.D.Benson – Lyman David Benson (1909–1993)
- L.D.Pryor – Lindsay Pryor (1915–1998)
- Leandri – Jacques Désiré Leandri (1903–1982)
- Leavenw. – Melines Conklin Leavenworth (1796–1832)
- Lecomte – Paul Henri Lecomte (1856–1934)
- Leconte – John Eatton Leconte (1784–1860)
- Lecoq – Henri Lecoq (1802–1871)
- Ledeb. – Carl Friedrich von Ledebour (1785–1851)
- Leenh. – Pieter Willem Leenhouts (1926–2004)
- Leeuwenb. – Anthonius Josephus Maria Leeuwenberg (1930–2010)
- Lehm. – Johann Georg Christian Lehmann (1792–1860)
- Leight. – William Allport Leighton (1805–1889)
- Lej. – Alexandre Louis Simon Lejeune (1779–1858)
- Lellinger – David B. Lellinger (1937–)
- Lelong – Michel G. Lelong (1932–2020)
- Lem. – Charles Antoine Lemaire (1800–1871)
- Le Maout – Jean Emmanuel Maurice Le Maout (1799–1877)
- Lemoine – Victor Lemoine (1823–1911)
- Lemmon – John Gill Lemmon (1832–1908)
- L.E.Navas – Luisa Eugenia Navas (1918–)
- León – Joseph Sylvestre Sauget (1871–1955); Frère León
- Leonard – Emery Clarence Leonard (1892–1968)
- L.E.Rodin – Leonyid Jefimovics Rogyin (1907–1990)
- Leroy – André Leroy (1801–1875)
- Les – Donald H. Les (1954–)
- Lesch. – Jean Baptiste Leschenault de la Tour (1773–1826)
- Less. – Christian Friedrich Lessing (1809–1862)
- Lesq. – Charles Léo Lesquereux (1806–1889)
- Lév. – Joseph-Henri Léveillé (1796–1870)
- Levier – Emilio Levier (1839–1911); Emile Levier
- Levyns – Margaret Rutherford Bryan Levyns (1890–1975)
- Lewin – Ralph A. Lewin (1921–2008)
- Lewis – Meriwether Lewis (1774–1809)
- Leyss. – Friedrich Wilhelm von Leysser (1731–1815)
- L.f. – Carolus Linnaeus, ifj. (1741–1783); L. filius,
- L.Fuchs – Leonhart Fuchs (1501–1566)
- L.H.Bailey – Liberty Hyde Bailey (1858–1954)
- L.H.Dewey – Lyster Hoxie Dewey (1865–1944)
- L.Henry – Louis Henry (1853–1903)
- L'Hér. – Charles Louis L’Héritier de Brutelle (1746–1800)
- Liais – Emmanuel Liais (1826–1900)
- Lidén – Magnus Lidén (1951–)
- Liebl. – Franz Kaspar Lieblein (1744–1810)
- Liebm. – Frederik Michael Liebmann (1813–1856)
- Lightf. – John Lightfoot (1735–1788)
- Lindau – Gustav Lindau (1866–1923)
- Lindb. – Sextus Otto Lindberg (1835–1889)
- Linden – Jean Jules Linden (1817–1898)
- Lindenb. – Johann Bernhard Wilhelm Lindenberg (1781–1851)
- Lindh. – Ferdinand Jacob Lindheimer (1801–1879)
- Lindl. – John Lindley (1799–1865)
- Lindm. – Carl Axel Magnus Lindman (1856–1928)
- Lindq. – Sven Bertil Gunvald Lindquist (1904–1963)
- Linh. – Linhart György (1844–1925)
- Link – Johann Heinrich Friedrich Link (1767–1851)
- Lipsky – Vlagyimir Ippolitovics Lipszkij (1863–1937)
- Little – Elbert Luther Little (1907–2004)
- Litv. – Dmitrij Ivanovics Litvinov (1854–1929)
- Livingst. – Chrispus Livingstone (1949–)
- L.J.Davenp. – Lawrence James Davenport (1952–)
- L.K.Fu – Fu Li-kuo (1934–); Li-kuo Fu
- L.Linden – Lucien Linden (1851–1940)
- L.M.Perry – Lily May Perry (1895–1992)
- Locsmándi – Locsmándi Csaba (fl. 1994)
- Lodd. – Joachim Conrad Loddiges (1738–1826)
- Loefl. – Pehr Löfling (1729–1756); Loefling
- Loes. – Ludwig Eduard Theodor Loesener (1865–1941)
- Loisel. – Jean Louis August Loiseleur-Deslongchamps (1774–1849)
- Lombardi – Julio Antonio Lombardi (1961–)
- Lorentz – Paul Gunther Lorentz (1835–1881)
- Losinsk. – Agnyija Szergejevna Lozina-Lozinszkaja (1903–1958)
- Lotsy – Johannes Paulus Lotsy (1867–1931)
- Lott – Henry J. Lott (fl. 1938)
- Loudon – John Claudius Loudon (1783–1843)
- Lounsb. – Alice Lounsberry (1872–1949)
- Lour. – João de Loureiro (1717–1791)
- Lönnrot – Elias Lönnrot (1802–1884)
- L.Späth – Louis Späth (fl. 1892)
- L.S.Sm – Lindsay Stewart Smith (1917–1970)
- L.T.Lu – Lu Ling Ti (1930–); Ling Ti Lu
- Luer – Carlyle August Luer (1922–)
- Lundell – Cyrus Longworth Lundell (1907–1994)
- Lunell – Joël Lunell (1851–1920)
- Lüders – Friedrich Wilhelm Anton Lüders (1751–1810)
- Lye – Kaare Arnstein Lye (1940–)
- Lyons – Israel Lyons (1739–1775)

## M
- Ma – Ma Jü-csuan (1916–2008); Yuquan Ma, Yu Chuan Ma, Yu-chuan Ma
- Maack – Ricsard-Otto Karlovics Maak (1825–1886); Richard Otto Maack
- Maas – Paulus Johannes Maria Maas (1939–)
- Mabb. – David John Mabberley (1948–)
- Macfarl. – John Muirhead Macfarlane (1855–1943)
- Mack. – Kenneth Kent Mackenzie (1877–1934)
- M.A.Clem. – Mark Alwin Clements (1949–)
- MacMill. – Conway MacMillan (1867–1929)
- Macoun – John Macoun (1831–1920)
- M.A.Curtis – Moses Ashley Curtis (1808–1872)
- Mägd. – Karl Mägdefrau (1907–1999)
- Magnol – Pierre Magnol (1638–1715)
- Magnus – Paul Wilhelm Magnus (1844–1914)
- Maiden – Joseph Maiden (1859–1925)
- Makino – Makino Tomitaro (1862–1957)
- M.Allemão – Manoel Allemão (???–1863)
- Malme – Gustaf Oskar Andersson Malme (1864–1937)
- Manden. – Ida Panovna Mangyenova (1907–1995); Ida P. Mandenova
- Maranta – Bartolomeo Maranta (1500–1571)
- Marchal – Élie Marchal (1839–1923)
- Marchand – Nestor Léon Marchand (1833–1911)
- Marcks – Brian Marcks (fl. 1974)
- Markgr. – Friedrich Markgraf (1897–1987)
- Marloth – Hermann Wilhelm Rudolf Marloth (1855–1931)
- Marsh – Charles Dwight Marsh (1855-1932)
- Marshall – Humphry Marshall (1722–1801)
- Mart. – Carl Friedrich Philipp von Martius (1794–1868)
- Martinov – Ivan Ivanovics Martinov (1771–1833)
- Mart.-Laborde – Jaun B. Martinez-Laborde (fl. 1980–1999)
- Masam. – Maszamune Genkej (1899–1993); Genkei Masamune
- Masson – Francis Masson (1741–1805)
- Mast. – Maxwell Tylden Masters (1833–1907)
- Mathias – Mildred Esther Mathias (1906–1995)
- Mathieu – Charles Marie Joseph Mathieu (1791–1873)
- Matsum. – Macumura Ninzo (1856–1928); Ninzo Matsumura
- Matt. – Heinrich Gottfried von Mattuschka (1734–1779)
- Mattf. – Johannes Mattfeld (1895–1951)
- Matthew – George Frederick Matthew (1837–1923)
- Mattox – Karl R. Mattox (1936–)
- Mátyás – Mátyás Vilmos (1910–1986)
- Maxim. – Karl Johann Maximowicz (1827–1891); Carl Johann Maximowicz; Karl Ivanovics Makszimovics
- Maxon – William Ralph Maxon (1877–1948)
- Maxwell – T. C. Maxwell (1822–1908)
- M.Backlund – Maria Backlund (fl. 2007)
- M.Bieb. – Friedrich August Marschall von Bieberstein (1768–1826)
- M.Broun – Maurice Broun (1906–1979)
- M.B.Schwarz – Marie Beatrice Schol-Schwarz (1898–1969)
- McAll. – Hugh A. McAllister (fl. 1993)
- M.C.Brügger – Márcio Caetano Brügger (col. 1980–1989)
- McClure – Floyd Alonzo McClure (1897–1970)
- McCoy – Frederick McCoy (1817–1899)
- McGill. – Donald John McGillivray (1935–2012)
- McGregor – Ronald Leighton McGregor (1919–2012)
- McIlv. – Charles McIlvaine (1840–1909)
- M.C.Johnst. – Marshall Conring Johnston (1930–)
- McKinney – Harold Hall McKinney (1889–1976)
- McMillan – A. J. S. McMillan (fl. 1990)
- McVaugh – Rogers McVaugh (1909–2009)
- Medik. – Friedrich Kasimir Medikus (1736–1808); Friedrich Casimir Medicus
- Meerb. – Nicolaas Meerburgh (1734–1814)
- Meerow – Alan W. Meerow (1952–)
- Meijer – Willem Meijer (1923–2003)
- Meikle – Robert Desmond Meikle (1923–1985)
- Meinecke – Johann Ludwig Georg Meinecke (1721–1823)
- Meisn. – Carl Meissner (1800–1874); Carl Daniel Friedrich Meissner
- M.E.Jones – Marcus Eugene Jones (1852–1934)
- Melch. – Hans Melchior (1894–1984)
- Melville – Ronald Melville (1903–1985)
- Melvin – Norman C. Melvin, III (fl. 1975)
- Mendel – Gregor Mendel (1822–1884)
- Menezes – Carlos Azevedo de Menezes (1863–1928)
- Mennega – Alberta Maria Wilhelmina Mennega (1912–2009)
- Menzies – Archibald Menzies (1754–1842)
- Mérat – François Victor Mérat de Vaumartoise (1780–1851)
- Mereschk. – Konsztantyin Szergejevics Merezskovszkij (1855–1921); Konstantin Mereschkovsky
- Merr. – Elmer Drew Merrill (1876–1956)
- Merriam – Clinton Hart Merriam (1855–1942)
- Mert. – Franz Carl Mertens (1764–1831)
- Mészáros – Mészáros Zoltán (1936–2017)
- Mett. – Georg Heinrich Mettenius (1823–1866)
- Mey.-Berth. – Brigitte Meyer-Berthaud (fl. 2001)
- Meyen – Franz Julius Ferdinand Meyen (1804–1840)
- Mez – Carl Christian Mez (1866–1944)
- M.F.Fay – Michael Francis Fay (1960–)
- M.G.Henry – Mary Gibson Henry (1884–1967)
- M.Gómez – Manuel Gómez de la Maya y Jiménez (1867–1916)
- M.Hopkins – Milton Hopkins (1906–1983)
- Micevski – Kiril Micevszki (1926–2002); Kiril Micevski
- Micheli – Marc Micheli (1844–1902)
- Michx. – André Michaux (1746–1803)
- Middled. – Harry Middleditch (1927–)
- Miers – John Miers (1789–1879)
- Mikl.-Maclay – Nyikolaj Nyikolajevics Mikluho-Maklaj (1846–1888); Nicholas Miklouho-Maclay
- Milde – Carl August Julius Milde (1824–1871)
- Mill. – Philip Miller (1691–1771)
- Millais – John Guille Millais (1865–1931)
- Millsp. – Charles Frederick Millspaugh (1854–1923)
- Milne-Redh. – Edgar Wolston Bertram Handsley Milne-Redhead (1906–1996)
- Miq. – Friedrich Anton Wilhelm Miquel (1811–1871)
- Mirb. – Charles-François Brisseau de Mirbel (1776–1854)
- Mitch. – John Mitchell (1711–1768)
- M.J.Benson – Margaret Jane Benson (1859–1936)
- M.J.Wynne – Michael James Wynne (1940–)
- M.Kato – Kato Maszahiro (1946–); Masahiro Kato
- M.Martens – Martin Martens (1797–1863)
- M.Nee – Michael Nee (1947–)
- Moc. – José Mariano Mociño (1757–1820); José Mariano Moziño Suarez de Figueroa
- Moench – Conrad Moench (1744–1805)
- Moestrup – Øjvind Moestrup (1941–)
- Mohl – Hugo von Mohl (1805–1872)
- Mohlenbr. – Robert H. Mohlenbrock (1931–)
- Moldenke – Harold Norman Moldenke (1909–1996)
- Molina – Juan Ignacio Molina (1737–1829); Giovanni Ignazio Molina
- Molyneux – William Mitchell Molyneux (1935–); Bill Molyneux
- Monnard – Jean Pierre Monnard (1791–???)
- Mont. – Jean Pierre François Camille Montagne (1784–1866)
- Montrouz. – Jean Xavier Hyacinthe Montrouzier (1820–1897)
- Moore – David Moore (1808–1879)
- Moq. – Christian Horace Bénédict Alfred Moquin-Tandon (1804–1863)
- Moran – Reid Venable Moran(wd) (1916–2010)
- Moretti – Giuseppi L. Moretti (1782–1853)
- Moris – Giuseppe Giacinto Moris (1796–1869)
- Morison – Robert Morison (1620–1683)
- Morong – Thomas Morong (1827–1894)
- Moss – Charles Edward Moss (1870–1930)
- Mottet – Seraphin Joseph Mottet (1861–1930)
- Möhring – Paul Heinrich Gerhard Möhring (1710–1792)
- M.R.Davis – M. R. Davis (fl. 1969)
- M.Roem. – Max Joseph Roemer (1791–1849)
- M.R.Schomb. – Moritz Richard Schomburgk (1811–1891)
- M.Sadler – Sadler Mihály (fl. 1831); Michael Sadler
- M.S.Baker – Milo Samuel Baker (1868–1961)
- M.T.Campos – Marina Thereza V. do Amaral Campos (fl. 1990–)
- M.T.Strong – Mark Tuthill Strong (1954–)
- Muhl. – Gotthilf Henry Ernest Muhlenberg (1753–1815); Gotthilf Heinrich Ernst Mühlenberg (Muehlenberg)
- Munz – Philip Alexander Munz (1892–1974)
- Murb. – Svante Samuel Murbeck (1859–1946)
- Murdock – Andrew G. Murdock (fl. 2008)
- Murray – Johan Andreas Murray (1740–1791)
- Muschl. – Reinhold Conrad Muschler (1882–1957)
- Mutis – José Celestino Bruno Mutis (1732–1808); José Celestino Bruno Mutis y Bosio
- Müll.Arg. – Johannes Müller Argoviensis (1828–1896); Johann Müller (Mueller); Jean Muller d’Argovie
- Müll.-Thurg. – Hermann Müller-Thurgau (1850–1927)
- Münchh. – Otto von Münchhausen (1716–1774); Otto von Muenchhausen
- M.Walcott – Mary Vaux Walcott (1860–1940)
- M.W.Chase – Mark Wayne Chase (1951–)

## N
- Naczi – Robert Francis Cox Naczi (1963–)
- Nägeli – Karl Wilhelm von Nägeli (1817–1891)
- Nagy-Petri – Nagy-Petri Zoltán (fl. 1970)
- Nakai – Nakai Takenosin (1882–1952); Takenoshin Nakai
- Nash – George Valentine Nash (1864–1921)
- Naudin – Charles Victor Naudin (1815–1899)
- N.A.Wakef. – Norman Arthur Wakefield (1918–1972)
- N.E.Br. – Nicholas Edward Brown (1849–1934)
- Neck. – Noel Martin Joseph de Necker (1730–1793)
- Née – Luis Née (1734 k.–1807)
- Nees – Christian Gottfried Daniel Nees von Esenbeck (1776–1858)
- Neger – Franz Wilhelm Neger (1868–1923)
- N.E.Gray – Netta Elizabeth Gray (1913–1970)
- Ness – Helge Ness (1861–1928)
- Neubert – Wilhelm Neubert (1808–1905)
- Nevski – Szergej Arszenyjevics Nyevszkij (1908–1938); Nevski
- Newman – Edward Newman (1801–1876)
- Ngamr. – Chatchai Ngamriabsakul (fl. 2000)
- N.H.F.Desp. – Narcisse Henri François Desportes (1776–1856)
- N.H.Holmgren – Noel Herman Holmgren (1937–)
- Nichols – George Elwood Nichols (1882–1939)
- Nicolson – Dan Henry Nicolson (1933–2016)
- Nied. – Franz Josef Niedenzu (1857–1937)
- Nieuwl. – Julius Aloysius Arthur Nieuwland (1878–1936)
- Nikitin – Szergej Nyikolajevics Nyikityin (1850–1909)
- Nob.Tanaka – Tanaka Nobujuki (fl. 2000); Nobuyuki Tanaka
- Nodder – Frederick Polydore Nodder (1770 k.–1800 k.)
- Noot. – Hans Peter Nooteboom (1934–)
- Nordm. – Alexander von Nordmann (1803–1866)
- Noronha – Francisco Noronha (1748–1788)
- Norton – John Bitting Smith Norton (1872–1966)
- Novák – František Antonín Novák (1892–1964)
- N.P.Taylor – Nigel Paul Taylor (1956–)
- N.Robson – Norman Keith Bonner Robson (1928–)
- N.T.Burb. – Nancy Tyson Burbidge (1912–1977)
- Nutt. – Thomas Nuttall (1786–1859)
- N.W.Simmonds – Norman Willison Simmonds (1922–2002)
- Nyman – Carl Fredrik Nyman (1820–1893); Carl Frederik Nyman

## Ny
- Nyár. – Nyárády Erazmus Gyula (1881–1966)

## O
- Oakes – William Oakes (1799–1848)
- O.Berg – Otto Karl Berg (1815–1866)
- O.Bolòs – Oriol de Bolòs (1924–2007)
- O.Deg. – Otto Degener (1899–1988)
- Oeder – Georg Christian Oeder (1728–1791)
- Oerst. – Anders Sandoe Ørsted (1816–1872); Oersted
- O.E.Schulz – Otto Eugen Schulz (1874–1936)
- O.F.Cook – Orator F. Cook (1867–1949)
- O.F.Müll. – Otto Friedrich Müller (1730–1784)
- O.Hoffm. – Karl August Otto Hoffmann (1853–1909)
- Ohwi – Oi Jiszaburo (1905–1977); Jisaburo Ohwi
- Okamura – Okamura Kintaro (1867–1935); Kintaro Okamura
- Oldenl. – Henrik Bernard Oldenland (1663 k.–1699)
- Oliv. – Daniel Oliver (1830–1916)
- Olney – Stephen Thayer Olney (1812–1878)
- O.M.Barth – Ortrud Monika Barth (fl. 1970–1979)
- Opiz – Philipp Maximilian Opiz (1787–1858)
- Ortega – Casimiro Gómez Ortega (1740–1818)
- Ortgies – Karl Eduard Ortgies (1829–1916)
- Osbeck – Pehr Osbeck (1723–1805)
- Ostenf. – Carl Hansen Ostenfeld (1873–1931)
- Otth – Carl Adolf Otth (1803–1839)
- Otto – Christoph Friedrich Otto (1783–1856)
- Oudejans – Robertus Cornelis Hilarius Maria Oudejans (1943–)

## P
- P.A.Dang. – Pierre Augustin Dangeard (1862–1947)
- Paine – John Alsop Paine (1840–1912)
- Palib. – Ivan Vlagyimirovics Palibin (1872–1949)
- Pall. – Peter Simon Pallas (1741–1811)
- Palla – Eduard Palla (1864–1922)
- Pallith. – Joseph Pallithanam (1915–1984)
- Palmer – Edward Palmer (1829–1911)
- Pančić – Josif Pančić (1814–1888)
- Panero – José L. Panero (1959–)
- Panz. – Georg Wolfgang Franz Panzer (1755–1829)
- Pant. – Pantocsek József (1846–1916)
- Papan. – Konstantinos Papanicolaou (1947–)
- Parl. – Filippo Parlatore (1816–1877)
- Parry – Charles Christopher Parry (1823–1890)
- Pascher – Adolf Pascher (1881–1945)
- Passy – Antoine François Passy (1792–1873)
- Pat. – Narcisse Théophile Patouillard (1854–1926)
- Paterson – William Paterson (1755–1810)
- Patrin – Eugène Louis Melchior Patrin (1742–1815)
- Pau – Carlos Pau (1857–1937)
- Paulsen – Ove Paulsen (1874–1947)
- Paunero – Elena Paunero Ruiz (1906–2009)
- Pav. – José Antonio Pavón Jiménez (1754–1844)
- Pavol. – Angiolo Ferdinando Pavolini (1880–1965)
- Pax – Ferdinand Albin Pax (1858–1942)
- Paxton – Joseph Paxton (1803–1865)
- P.B.Adams – P. B. Adams (fl. 1978)
- P.Baumann – Paul Baumann
- P.Beauv. – Ambroise Marie François Joseph Palisot de Beauvois (1752–1820)
- P.Browne – Patrick Browne (1720–1790)
- P.Delforge – Pierre Delforge (1945–)
- Peattie – Donald C. Peattie (1898–1964)
- P.E.Barnes – P. E. Barnes (fl. 1931)
- P.E.Berry – Paul Edward Berry (1952–)
- Peck – Charles Horton Peck (1833–1917)
- Pedersen – Troels Myndel Pedersen (1916–2000)
- Pedley – Leslie Pedley (1930–2018)
- Pellegr. – François Pellegrin (1881–1965)
- Pelser – Pieter B. Pelser (fl. 2005)
- Penh. – Davis Pearce Penhallow (1854–1910)
- Penn. – Leigh Humboldt Pennington (1877–1929)
- Pennant – Thomas Pennant (1726–1798)
- Pennell – Francis Whittier Pennell (1886–1952)
- Pénzes – Pénzes Antal (1895–1984)
- Pépin – Pierre Denis Pépin (1802 k.–1876)
- Perkins – Janet Russell Perkins (1853–1933)
- Perleb – Karl Julius Perleb (1794–1845)
- Perr. – George Samuel Perrottet (1793–1870)
- Perrine – Henry Perrine (1797–1840)
- Pers. – Christiaan Hendrik Persoon (1761–1836)
- Petagna – Vincenzo Petagna (1734–1810)
- Peter – Gustav Albert Peter (1853–1937)
- Peter G.Wilson – Peter Gordon Wilson (1950–)
- Petr. – Franz Petrak (1886–1973)
- Petrie – Donald Petrie (1846–1925)
- Petrov – Vszevolod Alekszejevics Petrov (1896–1955)
- Petz. – Carl Edward Adolph Petzold (1815–1891)
- Peyr. – Johann Joseph Peyritsch (1835–1889)
- Pfeff. – Wilhelm Pfeffer (1845–1920)
- Pfeiff. – Ludwig Georg Karl Pfeiffer (1805–1877)
- P.F.Gmel. – Philipp Friedrich Gmelin (1721–1768)
- P.H.Allen – Paul H. Allen (1911–1963)
- Phil. – Rudolph Amandus Philippi (1808–1904); Rodolfo Amando Philippi
- Philcox – David Philcox (1926–2003)
- Phillippe – Loy R. Phillippe (fl. 1989)
- P.H.Raven – Peter Hamilton Raven (1936–)
- Pichon – Marcel Pichon (1921–1954)
- Pickett – Fermen Layton Pickett (1881–1940)
- Pic.Serm. – Rodolfo Emilio Giuseppe Pichi-Sermolli (1912–2005)
- Pierre – Jean Baptiste Louis Pierre (1833–1905)
- Pilg. – Robert Knud Friedrich Pilger (1876–1953)
- Piper – Charles Vancouver Piper (1867–1926)
- Piré – Louis Alexandre Henri Joseph Piré (1827–1887)
- Pires – João Murça Pires (1916–1994)
- Pires-O'Brien – Maria Joaquina Pires-O'Brien (fl. 1992)
- Pirotta – Pietro Romualdo Pirotta (1853–1936)
- Pitcher – Zina Pitcher (1797–1872)
- Pittier – Henri François Pittier (1857–1950)
- P.J.Bergius – Peter Jonas Bergius (1730–1790)
- P.J.Braun – Pierre Josef Braun (1959–)
- P.J.L.Dang. – Pierre Jean Louis Dangeard (1895–1970)
- P.J.Müll. – Philipp Jakob Müller (1832–1889)
- P.Karst. – Petter Adolf Karsten (1834–1917)
- P.K.Chou – Csou Pan-kaj (1927–); Pan Kai Chou
- P.K.Endress – Peter Karl Endress (1942–)
- P.K.Holmgren – Patricia Kern Holmgren (1940–)
- P.Kumm. – Paul Kummer (1834–1912)
- Planch. – Jules Émile Planchon (1823–1888)
- Pluk. – Leonard Plukenet (1642–1706)
- Plum. – Charles Plumier (1646–1704)
- Plumst. – Edna Pauline Plumstead (1903–1989)
- P.N.Benedek – Paul Nikolaus Benedek (fl. 1972); Paul Nikolaus von Benedek
- Pocock – Mary Agard Pocock (1886–1977)
- Podp. – Josef Podpera (1878–1954)
- Poech – Alois Pöch (1816–1846); Josef/Joseph Poech
- Poederlé – Eugene Josef Charles Gilain Hubert d'Olmen Poederlé (1742–1813)
- Poepp. – Eduard Friedrich Poeppig (1798–1868)
- Poggenb. – Justus Ferdinand Poggenburg I (1840–1893)
- Pohl – Johann Baptist Emanuel Pohl (1782–1834)
- Poir. – Jean-Louis Marie Poiret (1755–1834)
- Poit. – Pierre Antoine Poiteau (1766–1854)
- Pojark. – Antonyina Ivanovna Pojarkova (1897–1980)
- Polatschek – Adolf Polatschek (1932–2015)
- Pollard – Charles Louis Pollard (1872–1945)
- Pollich – Johan Adam Pollich (1740–1780)
- Pollock – James Barklay Pollock (1863–1934)
- Pomel – Auguste Nicolas Pomel (1821–1896)
- Porcius – Florian Porcius (1816–1906)
- Porter – Thomas Conrad Porter (1822–1901)
- Porto – Paulo Campos Porto (1889–1968)
- Posp. – Eduard Pospichal (1838–1905)
- Post – George Edward Post (1838–1909)
- Pourr. – Pierre André Pourret (1754–1818)
- Pouzolz – Pierre Marie Casmir de Pouzolz (1785–1858)
- Prain – David Prain (1857–1943)
- Prantl – Karl Anton Eugen Prantl (1849–1893)
- Pridgeon – Alec Melton Pridgeon (1949–)
- Pringle – Cyrus Pringle (1838–1911)
- Pringsh. – Nathanael Pringsheim (1823–1894)
- Priszter – Priszter Szaniszló (1917–2011)
- Pritz. – George August Pritzel (1815–1874)
- P.R.O.Bally – Peter René Oscar Bally (1895–1980)
- Profice – Sheila Regina Profice (1948–)
- Prokh. – Jaroszlav Ivanovics Prohanov (1902–1964)
- Prosk. – Johannes Max Proskauer (1923–1970)
- P.Royen – Pieter van Royen (1923–2002)
- Pryer – Kathleen M. Pryer (fl. 1989)
- P.S.Ashton – Peter Shaw Ashton (1934–)
- P.Selby – Prideaux John Selby (1788–1867)
- P.S.Green – Peter Shaw Green (1920–2009)
- P.S.Wyse Jacks. – Peter Wyse Jackson (1955–)
- P.Taylor – Peter Taylor (1926–2011) Peter Geoffrey Taylor
- P.T.Li – Li Ping Tao (1936–); Ping Tao Li
- Pulle – August Adriaan Pulle (1878–1955)
- Pult. – Richard Pulteney (1730–1801)
- Purdom – William Purdom (1880–1921)
- Pursh – Frederick Traugott Pursh (1774–1820)
- Putz. – Jules Putzeys (1809–1882)
- P.W.Ball – Peter William Ball (1932–)
- P.Wilson – Percy Wilson (1879–1944)
- Pynaert – Edouard-Christophe Pynaert (1835–1900)

## Q
- Quél. – Lucien Quélet (1832–1899)
- Q.Wang – Vang Csi (fl. 1989); Qi Wang

## R
- Rach – Louis Theodor Rach (1821–1859)
- Radcl.-Sm. – Alan Radcliffe-Smith (1938–2007)
- Raddi – Giuseppe Raddi (1770–1829)
- Raderm. – Jacob Cornelis Matthieu Radermacher (1741–1783)
- Radford – Albert Ernest Radford (1918–2006)
- Radlk. – Ludwig Adolph Timotheus Radlkofer (1829–1927)
- R.A.Dyer – Robert Allen Dyer (1900–1987)
- Raeusch. – Ernst Adolf Räuschel (fl. 1772–1797); Ernst Adolf Raeuschel
- Raf. – Constantine Samuel Rafinesque-Schmaltz (1783–1840)
- Rafn – Carl Gottlob Rafn (1769–1808)
- R.A.Foster – Robert A. Foster (1938–2002)
- R.A.Howard – Richard Alden Howard (1917–2003)
- Raim. – Rudolph Raimann (1863–1896)
- Ralfs – John Ralfs (1807–1890)
- Ramond – Louis Ramond de Carbonnières (1755–1827)
- Rands – Robert Delafield Rands (1890–1970)
- Raoul – Etienne Fiacre Louis Raoul (1815–1852)
- Rapaics – Rapaics Raymund (1885–1954)
- Raspail – François-Vincent Raspail (1794–1878)
- Rattan – Volney Rattan (1840–1915)
- Rauh – Werner Rauh (1913–2000)
- Raunk. – Christen C. Raunkiær (1860–1938)
- Rauschert – Stephan Rauschert (1931–1986)
- Rauwolff – Leonhard Rauwolf (1535–1596)
- Raven – John Earle Raven (1914–1980)
- Ravenna – Pierfelice Ravenna (1938–)
- R.A.W.Herrm. – Rudolf Albert Wolfgang Herrmann (1885–???)
- Ray – John Ray (1627–1705)
- Raymond – Louis-Florent-Marcel Raymond (1915–1972)
- Razaf. – Alfred Razafindratsira (fl. 1987)
- R.Bernal – Rodrigo Bernal (1959–)
- R.Br. – Robert Brown (1773–1858)
- Rchb. – Heinrich Gottlieb Ludwig Reichenbach (1793–1879)
- Rchb.f. – Heinrich Gustav Reichenbach (1824–1889); Rchb. filius,
- R.C.Jacks. – Raymond Carl Jackson (1928–2008)
- R.C.Moran – Robbin C. Moran (fl. 1986)
- R.C.Y.Chou – Ruth Chen-Ying Chou (fl. 1947–)
- R.Dahlgren – Rolf Martin Theodor Dahlgren (1932–1987)
- R.D.Spencer – Roger David Spencer (1945–)
- Reader – Felix Reader (1850–1911)
- R.E.Brooks – Ralph Edward Brooks (1950–)
- Rech. – Karl Rechinger (1867–1952)
- Rech.f. – Karl Heinz Rechinger (1906–1998); Rech. filius
- R.E.Clausen – Roy Elwood Clausen (1891–1956)
- Redouté – Pierre-Joseph Redouté (1759–1840)
- R.E.Fr. – Robert Elias Fries (1876–1966)
- Regel – Eduard August von Regel (1815–1892)
- Rehder – Alfred Rehder (1863–1949)
- Rehmann – Anton Rehmann (1840–1917)
- Reichard – Johann Jacob Reichard (1743–1782)
- Reiche – Karl Friedrich Reiche (1860–1929)
- Reichenau – Wilhelm von Reichenau (1847–1925)
- Reinw. – Caspar Georg Carl Reinwardt (1773–1854)
- Reissek – Siegfried Reisseck (1819–1871)
- Rendle – Alfred Barton Rendle (1865–1938)
- Req. – Esprit Requien (1788–1851)
- Resv.-Holms. – Hanna Resvoll-Holmsen (1873–1943)
- Resvoll – Thekla Resvoll (1871–1948)
- Retz. – Anders Jahan Retzius (1742–1821)
- Reut. – George François Reuter (1805–1872)
- Reveal – James Lauritz Reveal (1941–)
- Rhode – Johann Gottlieb Rhode (1762–1827)
- Rich. – Louis Claude Marie Richard (1754–1821)
- Richardson – John Richardson (1787–1865)
- Richens – Richard Hook Richens (1919–1984)
- Ricken – Adalbert Ricken (1851–1921)
- Ricker – Percy Leroy Ricker (1878–1973)
- Riddell – John Leonard Riddell (1807–1865)
- Ridl. – Henry Nicholas Ridley (1855–1956)
- Ridsdale – Colin Ernest Ridsdale (1944–)
- Riedl – Harald Udo von Riedl (1936–)
- Risso – Antoine Risso (1777–1845)
- Rivière – Marie Auguste Rivière (1821–1877)
- Rizzini – Carlos Toledo Rizzini (1921–1992)
- R.J.Bayer – Randall James Bayer (1955–)
- R.J.Moore – Raymond John Moore (1918–1988)
- R.Keller – Robert Keller (1854–1939)
- R.K.Godfrey – Robert Kenneth Godfrey (1911–2000)
- R.Kiesling – Roberto Kiesling (1941–)
- R.Knuth – Reinhard Gustav Paul Knuth (1874–1957)
- R.M.Bateman – Richard Mark Bateman (1958–)
- R.M.Harper – Roland McMillan Harper (1878–1966)
- R.M.King – Robert Merrill King (1930–2007)
- R.Morales – Ramón Morales Valverde (1950–)
- R.Morgan – Robert Morgan (1863–1900)
- R.M.Patrick – Ruth Myrtle Patrick (1907–2013)
- R.M.Schust. – Rudolf M. Schuster (1921–2012)
- Robbr. – Elmar Robbrecht (1946–)
- Robyns – Frans Hubert Edouard Arthur Walter Robyns (1901–1986)
- Rochel – Anton Rochel (1770–1847)
- Rock – Joseph Rock (1884–1962)
- Rodin – Hippolyte Rodin (1829–1886)
- Rodr. – José Demetrio Rodrígues (1780–1846)
- Roem. – Johann Jacob Römer (1763–1819); Roemer
- Roezl – Benedikt Roezl (1823–1885)
- Rogow. – Afanaszij Szemjonovics Rogovics (1812–1878); Rogowicz
- Röhl. – Johann Christoph Röhling (1757–1813)
- Rohr – Julius Philip Benjamin von Röhr (1737–1793)
- Rohrb. – Paul Rohrbach (1846–1871)
- Rolfe – Robert Allen Rolfe (1855–1921)
- Rollins – Reed Clark Rollins (1911–1998)
- Romagn. – Henri Romagnesi (1912–1999)
- Romans – Bernard Romans (1720 k.–1784)
- Ronse Decr. – Louis-Philippe Ronse Decraene (1962–)
- Rose – Joseph Nelson Rose (1862–1928)
- Rostk. – Friedrich Wilhelm Gottlieb Theophil Rostkovius (1770–1848)
- Rota – Lorenzo Rota (1819–1855)
- Roth – Albrecht Wilhelm Roth (1757–1834)
- Rothm. – Werner Hugo Paul Rothmaler (1908–1962)
- Rottb. – Christen Friis Rottbøll (1727–1797)
- Roxb. – William Roxburgh (1751–1815)
- Royen – Adriaan van Royen (1704–1779)
- Royle – John Forbes Royle (1798–1858)
- Roy L.Taylor – Roy Lewis Taylor (1932–2013)
- Rozier – Jean-Baptiste François Rozier (1734–1793)
- R.R.Haynes – Robert Ralph Haynes (1945–)
- R.Ross – Robert Ross (1912–2005)
- R.R.Scott – Robert Robinson Scott (1827–1877)
- R.S.Cowan – Richard Sumner Cowan (1921–1997)
- R.T.Clausen – Robert Theodore Clausen (1911–1981)
- Rudall – Paula J. Rudall (1954–)
- Rudge – Edward Rudge (1763–1846)
- Ruiz – Hipólito Ruiz López (1754–1815)
- Rumph. – Georg Eberhard Rumphius (1628–1702)
- Rümpler – Karl Theodor Rümpler (1817–1891)
- Rupr. – Franz Josef Ruprecht (1814–1870)
- Rusby – Henry Hurd Rusby (1855–1940)
- Rustan – Øyvind H. Rustan (1954–)
- R.Vig. – René Viguier (1880–1931)
- R.W.Darwin – Robert Waring Darwin of Elston (1724–1816)
- Rydb. – Per Axel Rydberg (1860–1931)
- Rzed. – Jerzy Rzedowski(wd) (1926–2023)

## S
- Sabine – Joseph Sabine (1770–1837)
- Sabourin – Lucien Sabourin (1904–1987)
- Sacc. – Pier Andrea Saccardo (1845–1920)
- Sachs – Julius von Sachs (1832–1897)
- Sadler – Sadler József (1791–1849); Joseph Sadler
- Saff. – William Edwin Safford (1859–1926)
- Salisb. – Richard Anthony Salisbury (1761–1829); Richard Markham
- Salm-Dyck – Joseph zu Salm-Reifferscheidt-Dyck (1773–1861)
- Sandwith – Noel Yvri Sandwith (1901–1965)
- S.A.Nikitin – Sz. A. Nyikityin (fl. 1937)
- Santin – Dionete Aparecida Santin (fl. 1991)
- Sarg. – Charles Sprague Sargent (1841–1927)
- Sart. – Giovanni Battista Sartorelli (1780–1853)
- Sartwell – Henry Parker Sartwell (1792–1867)
- Sauss. – Horace-Bénédict de Saussure (1740–1799)
- Sav. – Paul Amedée Ludovic Savatier (1830–1891)
- Savi – Gaetano Savi (1769–1844)
- Savigny – Marie Jules César Lélorgne de Savigny (1777–1851)
- Savul. – Traian Săvulescu (1889–1963)
- S.Baumann – Stéphanie Baumann (fl. 2011–)
- S.Carter – Susan Carter Holmes (1933–)
- S.C.Darwin – Sarah Catherine Darwin (1964–)
- Schaarschm. – lásd Istv.; Schaarschmidt Gyula,
- Scharf – Uwe Scharf (1965–)
- Schauer – Johannes Conrad Schauer (1813–1848)
- Sch.Bip. – Carl Heinrich Schultz-Bipontinus (1805–1867)
- Scheele – George Heinrich Adolf Scheele (1808–1864)
- Schelle – Ernst Schelle (1864–1945)
- Schenk – Joseph August Schenk (1815–1891)
- Scherb. – Johannes Scherbius (1769–1813)
- Scherfel – Scherfel Vilmos Aurél (1835–1895)
- Schiede – Christian Julius Wilhelm Schiede (1798–1836)
- Schindl. – Anton Karl Schindler (1879–1964)
- Schinz – Hans Schinz (1858–1941)
- Schleich. – Johann Christoph Schleicher (1768–1834)
- Schleid. – Matthias Jakob Schleiden (1804–1881)
- Schltdl. – Diederich Franz Leonhard von Schlechtendal (1794–1866)
- Schltr. – Rudolf Schlechter (1872–1925); Friedrich Richard Rudolf Schlechter
- Schmalh. – Johannes Theodor Schmalhausen (1849–1894)
- Schmidt – Franz Schmidt (1751-1834)
- Schnizl. – Adalbert Carl Friedrich Hellwig Conrad Schnizlein (1814–1868)
- Schoepf – Johann David Schöpf, Johann David Schoepf (1752–1800)
- Scholler – Friedrich Adam Scholler (1718–1795)
- Schönl. – Johann Lukas Schönlein (1793–1864)
- Schott – Heinrich Wilhelm Schott (1794–1865)
- Schottky – Ernst Max Schottky (1888–1915)
- Schousb. – Peder Kofod Anker Schousboe (1766–1832)
- Schrad. – Heinrich Adolph Schrader (1767–1836)
- Schrank – Franz Paula von Schrank (1747–1810)
- Schreb. – Johann Christian Daniel von Schreber (1739–1810)
- Schub. – Gotthilf Heinrich von Schubert (1780–1860)
- Schult. – Joseph August Schultes (1773–1831)
- Schult.f. – Julius Hermann Schultes (1804–1840); Schult. filius,
- Schultz Sch. – Carl Heinrich Schultz-Schultzenstein (1798–1871)
- Schulzer – Schulzer István (1802–1892); Stephan Schulzer von Müggenburg (Mueggenburg)
- Schumach. – Heinrich Christian Friedrich Schumacher (1757–1830)
- Schur – Philipp Johann Ferdinand Schur (1799–1878)
- Schübl. – Gustav Schübler (1787–1834)
- Schwartz – Ernest Justus Schwartz (1869–1939)
- Schweick. – Herold Georg Wilhelm Johannes Schweickerdt (1903–1977)
- Schweigg. – August Friedrich Schweigger (1783–1821)
- Schwein. – Lewis David von Schweinitz (1780–1834)
- Schweinf. – Georg August Schweinfurth (1836–1925)
- Schwend. – Simon Schwendener (1829–1919)
- Schwer. – Fritz Kurt Alexander von Schwerin (1847–1925)
- Scop. – Giovanni Antonio Scopoli (1723–1788)
- Scribn. – Frank Lamson-Scribner (1851–1938)
- S.D.Jones – Stanley D. Jones (fl. 1992)
- S.Dressler – Stefan Dressler (1964–)
- Sebeok – lásd Sebeők
- Sebeók – lásd Sebeők
- Sebeők – Sebeők Sándor (fl. 1779); szentmiklósi Sebeők Sándor
- Secr. – Louis Secretan (1758–1839)
- Seem. – Berthold Carl Seemann (1825–1871)
- S.E.Fröhner – Sigurd Erich Fröhner (1941–)
- Seigler – David Stanley Seigler (1940–)
- Selander – Nils Sten Edvard Selander (1891–1957)
- Semen. – Pjotr Petrovics Szemjonov-Tyan-Sanszkij (1827–1914); Pyotr Semyonov-Tyan-Shansky, Peter Petrovich (Petrowitsch) von Semenov-Tjan-Schansky (Semenow-Tjan-Shansky)
- Semple – John Cameron Semple (1947–)
- Sendtn. – Otto Sendtner (1813–1859)
- Seneb. – Jean Senebier (1742–1809)
- Ser. – Nicolas Charles Seringe (1776–1858)
- Sessé – Martín Sessé y Lacasta (1751–1808)
- Seub. – Moritz August Seubert (1818–1878)
- Seward – Albert Charles Seward (1863–1941 )
- S.F.Blake – Sidney Fay Blake (1892–1959)
- S.G.Hao – Hao Su-kang (1942–); Shu-Gang Hao
- Shadbolt – George Shadbolt (1817–1901)
- Shafer – John Adolph Shafer (1863–1918)
- Sharsm. – Carl Sharsmith (1903–1994)
- Shaver – Jesse Milton Shaver (1888–1961)
- Shear – Cornelius Lott Shear (1865–1956)
- Shinners – Lloyd Herbert Shinners (1918–1971)
- Shipunov – Alekszej Boriszovics Sipunov (1965–); Shipunov
- Shiras. – Siraszava Jaszujosi (1868–1947); Yasuyoshi Shirasawa, Siraszava Jaszumi, Siraszava Homi, Siraszava Miho
- Sh.Kurata – Kurata Sigeo (fl. 1965–2008); Shigeo Kurata
- Short – Charles Wilkins Short (1794–1863)
- Shute – Cedric H. Shute (fl. 1989)
- Shuttlew. – Robert James Shuttleworth (1810–1874)
- Sibth. – John Sibthorp (1758–1796)
- Sieber – Franz Sieber (1789–1844)
- Siebold – Philipp Franz von Siebold (1796–1866)
- Sim – Thomas Robertson Sim (1856–1938)
- Simonk. – Simonkai Lajos (1851–1910)
- Simon-Louis – Leon L. Simon-Louis (1834–1913)
- Sims – John Sims (1749–1831)
- Singer – Rolf Singer (1906–1994)
- Sirj. – Grigorij Ivanović Širjaev (1882-1954)
- Skan – Sidney Alfred Skan (1870–1939)
- Skeels – Homer Collar Skeels (1873–1934)
- Slavin – Berhard Henry Slavin (1873–1960)
- Sleumer – Hermann Otto Sleumer (1906–1993)
- S.L.Welsh – Stanley Larson Welsh (1928–)
- Sm. – James Edward Smith (1759–1828)
- Small – John Kunkel Small (1869–1938)
- Smalley – Eugene Byron Smalley (1926–2002)
- S.Moore – Spencer Le Marchant Moore (1850–1931)
- Smyth – Bernard Bryan Smyth (1843–1913)
- Sobol. – Grigorij Fjodorovics Szobolevszkij (1741–1807); Sobolewsky
- Soderstr. – Thomas Robert Soderstrom (1936–1987)
- Soegeng – Wertit Soegeng-Reksodihardjo (1935–)
- Soják – Jiří Soják (1936–2012)
- Sol. – Daniel Solander (1733–1782); Daniel Carlsson Solander, Daniel Carl Solander, Daniel Charles Solander
- Sole – William Sole (1741–1802)
- Soler. – Hans Solereder (1860–1920)
- Solomon – James C. Solomon (1952–)
- Sommelier – Carlo Pietro Stefano Sommelier (1848–1922); Carlo Pietro Stephen Sommelier
- Sond. – Otto Wilhelm Sonder (1812–1881)
- Sonn. – Pierre Sonnerat (1748–1814)
- Soó – Soó Rezső (1903–1980)
- Spach – Édouard Spach (1801–1879)
- Späth – Franz Ludwig Späth (1838–1913)
- Spellenb. – Richard Spellenberg (1940–)
- S.Pierce – Simon Pierce (1974–)
- Spongberg – Stephen Alex Spongberg (1942–)
- Sprague – Thomas Archibald Sprague (1877–1958)
- Spreng. – Kurt Sprengel (1766–1833); Kurt Polycarp Joachim Sprengel
- Spring – Antoine Frédéric Spring (1814–1872)
- Spruce – Richard Spruce (1817–1893)
- S.Q.Tong – Tong Sao Csüan (1935–); Shao Quan Tong
- S.S.Chang – Csang Szeu Si (1918–); Siu Shih Chang
- Stace – Clive Anthony Stace (1938–)
- Stackh. – John Stackhouse (1742–1819)
- Stafleu – Frans Antonie Stafleu (1921–1997)
- Standl. – Paul Carpenter Standley (1884–1963)
- Stapf – Otto Stapf (1857–1933)
- Staudt – Günter Staudt (1926–2008)
- S.T.Blake – Stanley Thatcher Blake (1910–1973)
- Stearn – William Thomas Stearn (1911–2001)
- Stebbins – George Ledyard Stebbins (1906–2000)
- Steenis – Cornelis Gijsbert Gerrit Jan van Steenis (1901–1986)
- Stein – Berthold Stein (1847–1926)
- Steller – Georg Wilhelm Steller (1709–1746)
- Steph. – Franz Stephani (1842–1927)
- Stephan – Christian Friedrich Stephan (1757–1814)
- Sternb. – Kaspar Maria von Sternberg (1761–1838)
- Sterns – Emerson Ellick Sterns (1846–1926)
- Steud. – Ernst Gottlieb von Steudel (1783–1856)
- Steven – Christian von Steven (1781–1863)
- Steward – Albert Newton Steward (1897–1959)
- Steyerm. – Julian Alfred Steyermark (1909–1988)
- S.Till – Susanne Till (1955–)
- Stocks – John Ellerton Stocks (1822–1854)
- Stokes – Jonathan S. Stokes (1755–1831)
- Stomps – Theodoor Jan Stomps (1885–1973)
- Strasb. – Eduard Strasburger (1844–1912)
- Stritch – Lawrence R. Stritch (fl. 1982–)
- Stuchlík – Jaroslav Stuchlík (1890–1967)
- Stuntz – Stephen Conrad Stuntz (1875–1918)
- Stur – Dionýz Štúr (1827–1893)
- Sturm – Jacob W. Sturm (1771–1848)
- Sudw. – George Bishop Sudworth (1864–1927)
- Suess. – Karl Suessenguth (1893–1955)
- Suksd. – Wilhelm Nikolaus Suksdorf (1850–1932)
- Sull. – William Starling Sullivant (1803–1873)
- Summberb. – Richard Summerbell (1956–)
- Šutara – Josef Šutara (1943–)
- Suter – Johann Rudolf Suter (1766–1827)
- Svenson – Henry Knute Svenson (1897–1986)
- Svent. – Eric R. Svensson Sventenius (1910–1973)
- Sw. – Olof Peter Swartz (1760–1818)
- Swainson – William John Swainson (1789–1855)
- S.Watson – Sereno Watson (1826–1892)
- Sweet – Robert Sweet (1783–1835)
- Swezey – Goodwin Deloss Swezey (1851–1934)
- Swingle – Walter Tennyson Swingle (1871–1952)
- Syme – John Thomas Irvine Boswell Syme (1822–1888)
- Symington – Colin Fraser Symington (1905–1943)
- Symons – Jelinger Symons (1778–1851)
- S.Y.Wang – Vang Szuj-ji (1934–); Sui-Yi Wang
- Szyszył. – Ignacy Szyszyłowicz (1857–1910)

## Sz
- Szabó – Szabó Zoltán (1882–1944)
- Szem. – Szemere László (1884–1974)
- Szep. – Szepesfalvy János (1882–1959)

## T
- T.A.Chr. – Tyge Ahrengot Christensen (1918–1996)
- Takács – Takács János (fl. 1839)
- Takht. – Armen Tahtadzsján (1910–2009); Takhtajan
- T.Anderson – Thomas Anderson (1832–1870)
- Tansley – Arthur Tansley (1871–1955)
- Tat. – Alekszandr Alekszejevics Tatarinov (1817–1886)
- Taton – Auguste Taton (1914–1989)
- Taub. – Paul Hermann Wilhelm Taubert (1862–1897)
- Tausch – Ignaz Friedrich Tausch (1793–1848)
- Taylor – Thomas Taylor (1775–1848)
- T.Baskerv. – Thomas Baskerville (1812–1840)
- T.Bastard – Thomas Bastard (???–1815)
- T.C.E.Fr. – Thore Christian Elias Fries (1886–1930)
- T.C.Huang – Huang Ceng Cseng (1931–); Tseng Chieng Huang
- T.Durand – Théophile Alexis Durand (1855–1912)
- Teijsm. – Johannes Elias Teijsmann (1808–1882)
- Ten. – Michele Tenore (1780–1861)
- T.E.Raven – Tamra Engelhorn Raven (1945–)
- Terpó – Terpó András (1925–2015)
- Teschner – Hans Teschner (1894–1953)
- T.F.Forst. – Thomas Furley Forster (1761–1825)
- T.G.Hartley – Thomas Gordon Hartley (1931–2016)
- ’t Hart – Henk ’t Hart (1944–2000)
- Thell. – Albert Thellung (1881–1928)
- Thieret – John William Thieret (1926–2005)
- Thomé – Otto Wilhelm Thomé (1840–1925)
- Thomson – Thomas Thomson (1817–1878)
- Thonn. – Peter Thonning (1775–1848)
- Thorne – Robert Folger Thorne (1920–2015)
- Thouars – Louis-Marie Aubert du Petit-Thouars (1758–1831)
- Thuill. – Jean Louis Thuillier (1757–1822)
- Thulin – Mats Thulin (1948–)
- Thunb. – Carl Peter Thunberg (1743–1828); Carl Pehr Thunberg, Carl Per Thunberg
- Thur. – Gustave Adolphe Thuret (1817–1875)
- Thwaites – George Henry Kendrick Thwaites (1811–1882)
- Tidestr. – Ivar Frederick Tidestrøm (1864–1956)
- Tiegh. – Phillippe Édouard Léon van Tieghem (1839–1914)
- Tiling – Heinrich Sylvester Theodor Tiling (1818–1871)
- Timkó – Timkó György (1881–1945)
- Tineo – Vincenzo Tineo (1791–1856)
- Tjaden – William Louis Tjaden (1913–2008)
- T.Knight – Thomas Andrew Knight (1759–1838)
- T.Lestib. – Thémistocle Gaspard Lestiboudois (1797–1876)
- T.MacDoug. – Thomas Baillie MacDougall (1895–1973)
- T.Mitch.  – Thomas Livingstone Mitchell (1792–1855)
- T.Moore – Thomas Moore (1821–1887)
- T.Nees – Theodor Friedrich Ludwig Nees von Esenbeck (1787–1837)
- T.N.McCoy – Thomas Nevil McCoy (1905–1976)
- Tod. – Agostino Todaro (1818–1892)
- Todzia – Carol Ann Todzia (fl. 1986)
- Tolm. – Alekszandr Innokentyevics Tolmacsev (1903–1979)
- Torr. – John Torrey (1796–1873)
- Tóth – Tóth Sándor (1918–2014)
- Tourn. – Joseph Pitton de Tournefort (1656–1708)
- T.Q.Nguyen – Nguyen To Quyen (fl. 1965)
- Trad. – John Tradescant the Younger (1608–1662)
- Tratt. – Leopold Trattinnick (1764–1849)
- Trautv. – Ernst Rudolf von Trautvetter (1809–1889)
- Trel. – William Trelease (1857–1945)
- Trevir. – Ludolf Christian Treviranus (1779–1864)
- Trevis. – Vittore Benedetto Antonio Trevisan de Saint-Léon (1818–1897)
- Triana – José Jerónimo Triana (1834–1890)
- Trimen – Henry Trimen (1843–1896)
- Trin. – Carl Bernhard von Trinius (1778–1844)
- Trotter – Alessandro Trotter (1874–1967)
- T.S.Elias – Thomas Sam Elias (1942–)
- Tswett – Mihail Szemjonovics Cvet (1872–1919)
- T.Thom. – Thomas Thomson (1817–1878)
- Tuck. – Edward Tuckerman (1817–1886)
- Tul. – Edmond Tulasne (1815–1885); Louis-René Étienne Tulasne
- Turcz. – Nyikolaj Sztyepanovics Turcsanyinov (1796–1863); Turczaninow
- Turner – Dawson Turner (1775–1858)
- Turpin – Pierre Jean François Turpin (1775–1840)
- Tussac – François Richard de Tussac (1751–1837)
- Tutin – Thomas Gaskell Tutin (1908–1987)
- Tuzson – Tuzson János (1870–1943)
- T. Yamaz. – Jamazaki Takaszi (1921–2007); Yamazaki Takasi
- T.Y.Chou – Csou Taj-jen (?); Tai Yen Chou, Tai-yen Chou, Taiyan Zhou
- Tzvelev – Nyikolaj Nyikolajevics Cveljov (1925–2015); Tzvelev

## U
- Ucria – Bernardino da Ucria (1739–1796)
- Udvarházi – Udvarházi József (fl. 1938)
- Ueki – Robert Ueki (fl. 1973)
- Ujhelyi – Ujhelyi József (1910–1979)
- Ulbr. – Oskar Eberhard Ulbrich (1879–1952)
- Ule – Ernst Heinrich Georg Ule (1854–1915)
- Uline – Edwin Burton Uline (1867–1933)
- Ulmer – Torsten Ulmer (1970–)
- Underw. – Lucien Marcus Underwood (1853–1907)
- Unger – Franz Unger (1800–1870)
- Urb. – Ignatz Urban (1848–1931)
- Ursch – Eugène Ursch (1882–1962)

## V
- Vahl – Martin Vahl (1749–1804)
- Vail – Anna Murray Vail (1863–1955)
- Vaill. – Sébastien Vaillant (1669–1722)
- Vajda – Vajda László (1890–1986)
- Valentine – David Henriques Valentine (1912–1987)
- Valeton – Theodoric Valeton (1855–1929)
- Vand. – Domenico Vandelli (1735–1816)
- Van Houtte – Louis Benoît Van Houtte (1810–1876)
- V.A.Nikitin – Vlagyimir Alekszejevics Nyikityin (1906–1974)
- Vaniot – Eugène Vaniot (1846–1913)
- van Jaarsv. – Ernst van Jaarsveld (1953–)
- Vasas – Vasas Gizella (fl. 1991)
- Vasey – George Vasey (1822–1893)
- Vassilcz. – Ivan Tyihonovics Vaszilcsenko (1903–1995)
- Vatke – Georg Carl Wilhelm Vatke (1849–1889)
- Vaupel – Friedrich Karl Johann Vaupel (1876–1927)
- Vavilov – Nyikolaj Ivanovics Vavilov (1887–1943)
- Veitch – John Gould Veitch (1839–1870)
- Veldkamp – Jan Frederik Veldkamp (1941–2017)
- Vell. – José Mariano da Conceição Vellozo (1742–1811)
- Velloso – Joaquim Velloso de Miranda (1733–1815)
- Vent. – Étienne Pierre Ventenat (1757–1808)
- Verdc. – Bernard Verdcourt (1925–2011)
- Vesque – Julien Joseph Vesque (1848–1895)
- V.Gibbs – Vicary Gibbs (1853–1932)
- Vickery – Joyce Winifred Vickery (1908–1979)
- Vict. – Marie-Victorin testvér (1885–1944)
- Vierh. – Friedrich Vierhapper (1876–1932)
- Vietz – Ferdinand Bernhard Vietz (1772–1815)
- Vig. – Louis Guillaume Alexandre Viguier (1790–1867)
- Vignolo – Ferdinando Vignolo-Lutati (1878–1965)
- Vill. – Domínique Villars (1745–1814); Dominique Villars
- Vilm. – Pierre Louis François Lévêque de Vilmorin (1816–1860)
- Virot – Robert Virot (1915–2002)
- Vitman – Fulgenzio Vitman (1728–1806)
- Vittad. – Carlo Vittadini (1800–1865)
- Viv. – Domenico Viviani (1772–1840)
- Vl.V.Nikitin – Vlagyimir V. Nyikityin (fl. 1996)
- V.M.Bates – Vernon M. Bates (fl. 1984)
- Vogel – Julius Rudolph Theodor Vogel (1812–1841)
- Volkart – Albert Volkart (1873–1951)
- Voss – Andreas Voss (1857–1924)
- Vuk. – Ljudevit Vukotinović (1813–1893)
- Vural – Mecit Vural (fl. 1983)
- V.V.Nikitin – Vaszilij Vasziljevics Nyikityin (1906–1988)

## W
- Wahlenb. – Göran Wahlenberg (1780–1851)
- Waisb. – Waisbecker Antal (1835–1916)
- Walcott – John Walcott (1754–1831)
- Waldst. – Franz de Paula Adam von Waldstein (1759–1823); gróf Waldstein (Ferenc) Ádám, Franz Adam Graf von Waldstein
- Wall. – Nathaniel Wallich (1786–1854)
- Wallr. – Karl Friedrich Wilhelm Wallroth (1792–1857)
- Walp. – Wilhelm Gerhard Walpers (1816–1853)
- Walter – Thomas Walter (1740–1789)
- Walters – Stuart Max Walters (1920–2005)
- Wangenh. – Friedrich Adam Julius von Wangenheim (1749–1800)
- Warb. – Otto Warburg (1859–1938)
- Ward – Lester Frank Ward (1841–1913)
- Warder – John Aston Warder (1812–1883)
- Warm. – Johannes Eugenius Bülow Warming (1841–1924)
- Warnock – Barton Holland Warnock (1911–1998)
- Warsz. – Józef Warszewicz Ritter von Rawicz (1812–1866)
- Watson – William Watson (1715–1787)
- Watt – David Allan Poe Watt (1830–1917)
- W.A.Weber – William Alfred Weber (1918–2020)
- Wawra – Heinrich Wawra von Fernsee (1831–1887)
- W.Bartram – William Bartram (1739–1823)
- W.C.Cheng – Cseng Van Csun (1904–1983); Wan Chun Cheng
- W.D.J.Koch – Wilhelm Daniel Joseph Koch (1771–1849)
- Weath. – Charles Alfred Weatherby (1875–1949)
- Webb – Philip Barker Webb (1793–1854)
- Weber – Georg Heinrich Weber (1752–1828)
- Wedd. – Hugh Algernon Weddell (1819–1877)
- Wedem. – Wedemeyer (fl. 1803 előtt)
- Wege – Juliet Wege (1971–)
- Weigel – Christian Ehrenfried von Weigel (1748–1831)
- Weihe – Carl Ernst August Weihe (1779–1834)
- Weinm. – Johann Anton Weinmann (1782–1858)
- Wells – Bertram Whittier Wells (1884–1978)
- Welw. – Friedrich Welwitsch (1806–1872)
- Wender. – Georg Wilhelm Franz Wenderoth (1774–1861)
- Werderm. – Erich Werdermann (1892–1959)
- Wesm. – Alfred Wesmael (1832–1905)
- Wess.Boer – Jan Gerard Wessels Boer (1936–)
- West – William West (1848–1914)
- Westerd. – Johanna Westerdijk (1883–1961)
- Weston – Richard Weston (1733 k.–1806)
- Wettst. – Richard Wettstein (1863–1931)
- Weyer – William John Bates van de Weyer (1870–1946)
- Weyland – Hermann Gerhard Weyland (1888–1974)
- W.Fitzg. – William Vincent Fitzgerald (1867–1929)
- W.Haage – Walther Haage (1899–1992)
- W.H.Brewer – William Henry Brewer (1828–1910)
- Wherry – Edgar Theodore Wherry (1885–1982)
- W.H.Lang – William Henry Lang (1874–1960)
- W.Hook. – William Hooker (1779–1832)
- W.H.Wagner – Warren Herbert Wagner (1920–2000)
- Wibel – August Wilhelm Eberhard Christoph Wibel (1775–1814)
- Widder – Felix Joseph Widder (1892–1974)
- Wiegand – Karl McKay Wiegand (1873–1942)
- Wiersema – John H. Wiersema (1950–)
- Wierzb. – Wierzbicki Péter (1794–1847)
- Wiesb. – Johann Baptist Wiesbaur (1836–1906)
- Wiesner – Julius Wiesner (1838–1916); Julius von Wiesner
- Wight – Robert Wight (1796–1872)
- Wijnands – Onno Wijnands (1945–1993)
- Willd. – Carl Ludwig Willdenow (1765–1812)
- Wille – Johan Nordal Fischer Wille (1858–1924)
- Willk. – Heinrich Moritz Willkomm (1821–1895)
- Windham – Michael D. Windham (1954–)
- Wipff – J. K. Wipff (1962–)
- With. – William Withering (1741–1799)
- Wittm. – Ludwig Wittmack (1839–1929)
- Wittr. – Veit Brecher Wittrock (1839–1914)
- W.J.de Wilde – Willem Jan Jacobus Oswald de Wilde (1936–)
- W.J.Zinger – Vaszilij Jakovlevics Cinger (1836–1907)
- W.L.E.Schmidt – Wilhelm Ludwig Ewald Schmidt (1804–1843)
- W.L.Stern – William Louis Stern (1926–)
- W.Lüders – W. Lüders (fl. 1997); W. Lueders
- W.Mast. – William Masters (1796–1874)
- W.M.Curtis – Winifred Mary Curtis (1905–2005)
- W.N.Chou – Csou Ven-neng (fl. 1991)
- Wolle – Francis Wolle (1817–1893)
- Wollenw. – Hans Wilhelm Wollenweber (1879–1949)
- Wolley-Dod – Anthony Hurt Wolley-Dod (1861–1948)
- Wood – William Wood (1745–1808)
- Woodson – Robert Everard Woodson Jr. (1904–1963)
- Woodv. – William Woodville (1752–1805)
- Woolls – William Woolls (1814–1893)
- Woot. – lásd Wooton[4]
- Wooton – Elmer Ottis Wooton (1865–1945)
- Woronin – Mihail Sztyepanovics Voronyin (1838–1903)
- Woronow – Jurij Nyikolajevics Voronov (1874–1931); Woronow
- Woyn. – Heinrich Karl Woynar (1865–1917)
- W.Palmer – William Palmer (1856–1921)
- W.P.C.Barton – William Paul Crillon Barton (1786–1856)
- W.Peck – William Dandridge Peck (1763–1822)
- W.Petz. – Karl Wilhelm Petzold (1848–1897)
- W.P.Teschner – Walter Paul Teschner (1927–)
- W.Q.Zhu – Csu Vej-csing (fl. 1999); Wei-Qing Zhu
- Wraber – Tone Wraber (1938–2010)
- W.R.Buck – William Russell Buck (1950–)
- W.Remy – Winfried Remy (1924–1995)
- W.Rich – William Rich (1800–1864)
- W.Saunders – William Saunders (1822–1900)
- W.Siev. – Wilhelm Sievers (1860–1921)
- W.Stone – Witmer Stone (1866–1939)
- W.T.Aiton – William Townsend Aiton (1766–1849)
- W.Till – Walter Till (1956–)
- Wulfen – Franz Xaver von Wulfen (1728–1805)
- Wullschl. – Heinrich Wullschlägel (1805–1864)
- Wunderlin – Richard P. Wunderlin (1939–)
- W.Watson – William Watson (1858–1925)
- W.West – William West Jr. (1875–1901)
- W.Wight – William Franklin Wight (1874–1954)
- W.Wolf – Wolfgang Wolf (1875–1950)
- W.W.Sm. – William Wright Smith (1875–1956)
- Wydler – Heinrich Wydler (1800–1883)
- W.Zimm. – Walter Max Zimmerman (1892–1980)

## X
- Xántus – Xántus János (1825–1894); John Xantus de Vesey
- X.F.Gao – Kao Hszin Fen (1965–); Xin Fen Gao

## Y
- Yakovlev – Gennagyij Pavlovics Jakovlev (1938–); Yakovlev
- Yeo – Peter Frederick Yeo (1929–2010)
- Y.Schouten – Y. Schouten (fl. 1985)
- Yunck. – Truman George Yuncker (1891–1964)

## Z
- Zabel – Hermann Zabel (1832–1912)
- Zahlbr. – Alexander Zahlbruckner (1860–1938)
- Zämelis – Aleksander Zämelis (1897–1943)
- Zanted. – Giovanni Zantedeschi (1773–1846)
- Zapał. – Hugo Zapałowicz (1852–1917)
- Zappi – Daniela Cristina Zappi (1965–)
- Zaw. – Aleksander Zawadzki (1798–1868)
- Zeyh. – Karl Ludwig Philipp Zeyher (1799–1858)
- Ziel. – Jerzy Zielinski (1943–)
- Z.Igmándy – Igmándy Zoltán (1925–2000)
- Zinn – Johann Gottfried Zinn (1727–1759)
- Ziz – Johann Baptist Ziz (1779–1829)
- Zizka – Georg Zizka (fl. 1987)
- Zohary – Michael Zohary (1898–1983)
- Zoll. – Heinrich Zollinger (1818–1859)
- Zorn – Johannes Zorn (1739–1799)
- Z.Plobsh. – Friedrich August Zorn von Plobsheim (1711–1789)
- Zucc. – Joseph Gerhard Zuccarini (1797–1848)
- Zumagl. – Antonio Maurizio Zumaglini (1804–1865)

## Zs
- Zsák – Zsák Zoltán (1880–1966)